# Dynów (gmina wiejska)
Dynów – gmina wiejska położona w południowo-wschodniej Polsce, w województwie podkarpackim, w powiecie rzeszowskim. Siedziba gminy znajduje się w mieście Dynów. Jest to gmina o charakterze rolniczo-leśnym, której funkcjami, prócz rolnictwa, są produkcja żywności oraz obsługa ludności i związane z tym osadnictwo.
Gmina stanowi około 10% powierzchni powiatu i zamieszkuje ją około 4% jego mieszkańców. Charakteryzuje się najniższą gęstością zaludnienia oraz najwyższą lesistością terenu spośród gmin powiatu.
Teren gminy jest słabo uprzemysłowiony. Ważnym aspektem jej funkcjonowania jest turystyka, co przejawia się w dużym stosunku obszarów chronionych do jej powierzchni oraz licznych szlakach turystycznych, przebiegających przez jej terytorium.
Sieć dróg w gminie opiera się na dwóch ważnych szlakach komunikacyjnych (drogi wojewódzkie 835 i 884), dobrze łączących ją z pozostałą częścią województwa.

## Położenie
Teren gminy położony jest w karpackiej części Dorzecza Sanu, na pograniczu Pogórza Dynowskiego i Przemyskiego. Gmina znajduje się na południowych krańcach powiatu rzeszowskiego, w centralnej części województwa podkarpackiego. Według danych z 2019 roku, zajmuje ona obszar 119,02 km², co stanowi 10,32% powierzchni powiatu.
| Rodzaj                            | Powierzchnia [ha] | %     |
| --------------------------------- | ----------------- | ----- |
| Użytki rolne                      | 6761              | 56,81 |
| Lasy i grunty leśne               | 4557              | 38,29 |
| Grunty pod wodami                 | 131               | 1,1   |
| Grunty zabudowane i zurbanizowane | 425               | 3,57  |
| Nieużytki                         | 28                | 0,23  |
| Suma                              | 11 902            | 100   |

Terytorium gminy graniczy z kilkoma gminami:
- z powiatu rzeszowskiego:
  - Błażowa (sołectwa Kąkolówka, Futoma, Piątkowa) na długości 12,2 km na północnym zachodzie;
  - Hyżne (sołectwa Dylągówka, Szklary) na długości 10 km na północy;
  - miastem Dynów na długości 25,8 km na południu;
- z powiatu przeworskiego:
  - Jawornik Polski (sołectwa Jawornik Polski, Jawornik-Przedmieście) na długości 2,6 km na północnym wschodzie;
- z powiatu przemyskiego:
  - Dubiecko (sołectwa Kosztowa, Bachórzec, Sielnica, Łączki, Piątkowa) na długości 20,6 km na wschodzie;
  - Bircza (sołectwa Jawornik Ruski, Żohatyn) na długości 4,3 km na południowym wschodzie;
- z powiatu brzozowskiego:
  - Nozdrzec (sołectwa Wesoła, Hłudno, Nozdrzec, Siedliska) na długości 26,1 km na południu[6].

## Środowisko naturalne

### Rzeźba terenu

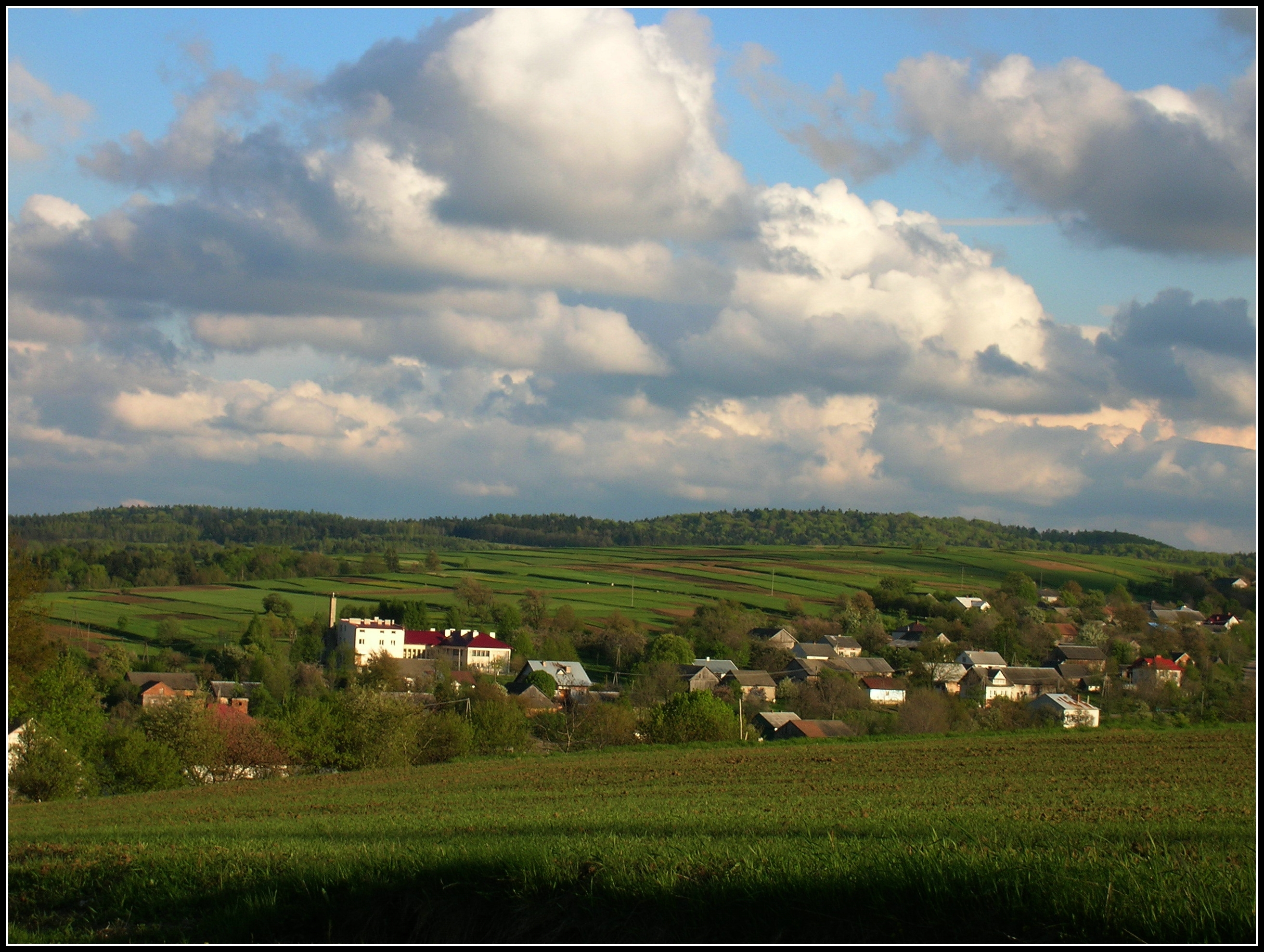
Panorama Dylągowej w kierunku góry Kruszelnica

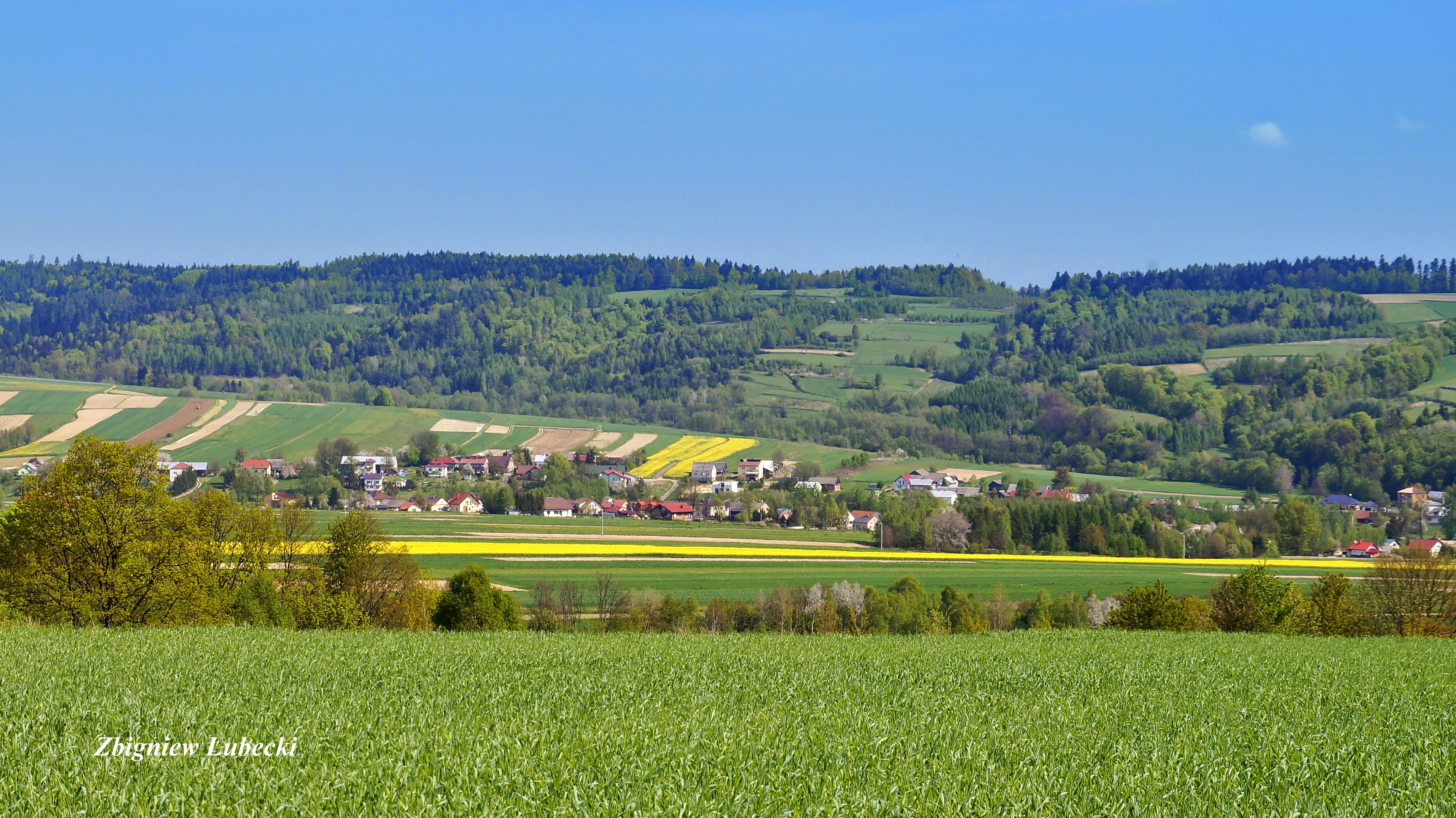
Ciepła Połać – część wsi Harta

Obszar gminy charakteryzuje się bardzo urozmaiconą rzeźbą terenu. Składa się z przedzielonych dolinami pasm wzgórz. Wzgórza te liczą sobie średnio 300–400 m n.p.m., a ich nachylenie wynosi 8-12%. Najwyższe wzniesienia gminy znajdują się w jej północnej oraz południowo-wschodniej części. W okolicach miejscowości Dylągowa wznosi się najwyższy szczyt gminy – Kruszelnica w Paśmie Kruszelnicy o wysokości 500 m n.p.m.
Rzeźba terenu wymusza typ zabudowy, która dominuje w miejscowościach gminy. W dolinach potoków w gminie wykształciły się wsie ulicówki, z drugim pasmem zabudowy na wzgórzach.

### Wody

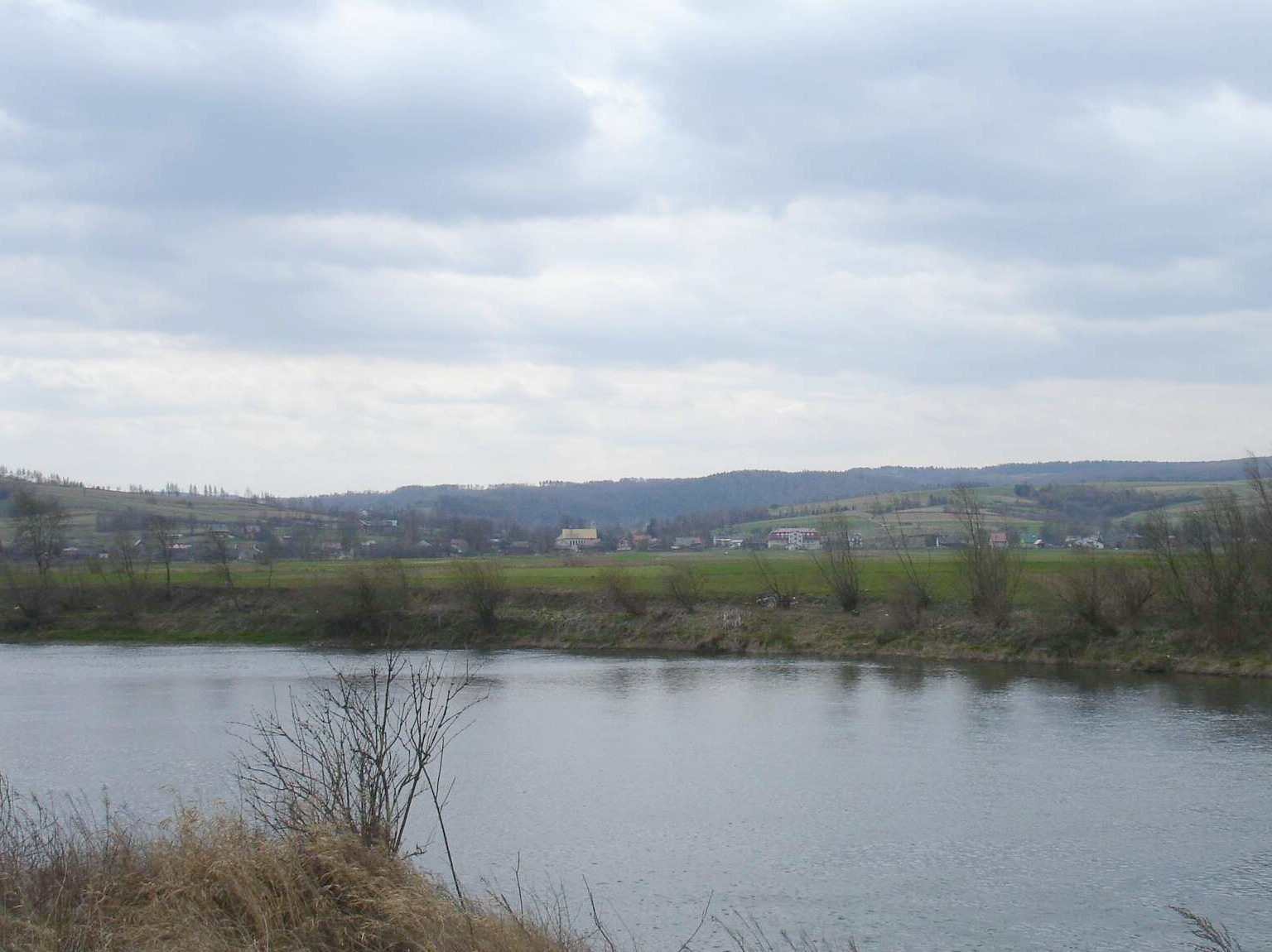
San w Bachórzu, w tle wieś Pawłokoma

Na terytorium gminy nie znajdują się żadne większe zbiorniki wód stojących. Główną rzeką, przepływającą przez nie, jest San, biegnący z południa gminy ku jej centrum i dalej w kierunku wschodnim. Rzeka ta na tym odcinku ma kilka dopływów, w których dolinach położone są wsie.
| Nazwa (inne nazwy)        | Dopływ rzeki | Miejscowości                  | Długość |
| ------------------------- | ------------ | ----------------------------- | ------- |
| Dylągówka (Dylągowa)      | San          | Dylągowa                      | 6 km    |
| Dynówka                   | San          | Łubno, Dynów                  | 9,2 km  |
| Harta                     | San          | Harta                         | 11,1 km |
| Kruszelnica               | San          | Dąbrówka Starzeńska, Dylągowa | 8,5 km  |
| Laskowska Rzeka (Dąbrowa) | San          | Laskówka                      | 9,6 km  |
| Łubienka                  | San          | Łubno, Nozdrzec               | 11,8 km |
| Olszówka (Pawłokoma)      | San          | Pawłokoma                     | 5,8 km  |
| Ostrówek (Ulanka)         | Harta        | Ulanica, Dynów                | 8,1 km  |
| Szklarka                  | San          | Szklary, Bachórz              | 10,1 km |

### Przyroda
Na terenie gminy nie ma dużych kompleksów leśnych. Największe zalesione obszary położone są na północ od Bachórza i Harty, pomiędzy Łubnem a Wyrębami, pomiędzy Pawłokomą a Dąbrówką Starzeńską oraz na południe od Dylągowej. Lesistość gminy jest przez to najwyższa w powiecie rzeszowskim i w 2017 roku wynosiła 35,7%.
Według przyrodniczo-leśnego podziału Polski lasy na terenie gminy zaliczają się do nadleśnictw Dynów (Wyręby, Łubno, Pawłokoma, Dąbrówka Starzeńska, Dylągowa) i Kańczuga (Harta, Laskówka, Bachórz, Ulanica). Wchodzą one w skład dzielnicy Pogórze Karpackie w Krainie Karpackiej.
Siedliska leśne reprezentowane są przez las świeży wyżynny, lokalnie przez ols jesionowy. Lasy składają się głównie z dużej ilości zagajników tworzonych przez stare drzewostany dębowe, jodłowe, modrzewiowe i bukowe. W podszyciu lasów rosną m.in. leszczyna, bez czarny i tarnina. Runo leśne reprezentują majeranek, dąbrówka, bluszczyk, szczawik zajęczy, malina, jeżyna, kopytnik i inne.
Fauna reprezentowana jest przez sarny, lisy, borsuki, tchórze i zające. Na południu gminy, w większych lasach, znaleźć można również dziki i jelenie. Przedstawicielami ptaków są jastrzębie, sowy, bażanty, kuropatwy i przepiórki. W gminie znajdują się również rzadkie siedliska bobrów, borsuków, orlika krzykliwego, bociana czarnego, kruka czy kumaka. Rzekę San oraz niektóre jej dopływy zamieszkują leszcze, okonie, jelce, płocie, szczupaki, węgorze, kiełbie i ukleje.

### Ochrona środowiska

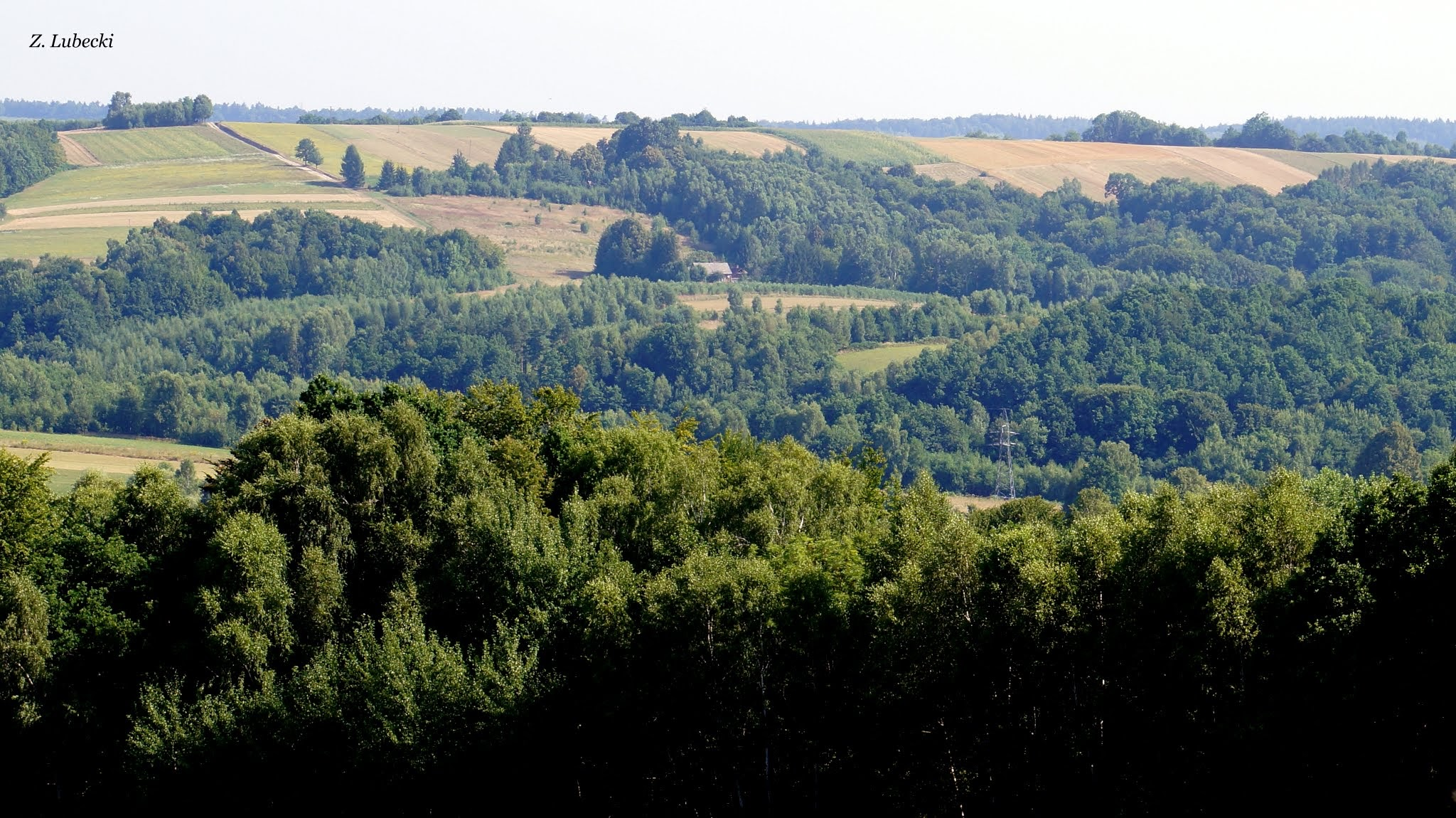
Lasy pomiędzy Hartą i Ulanicą

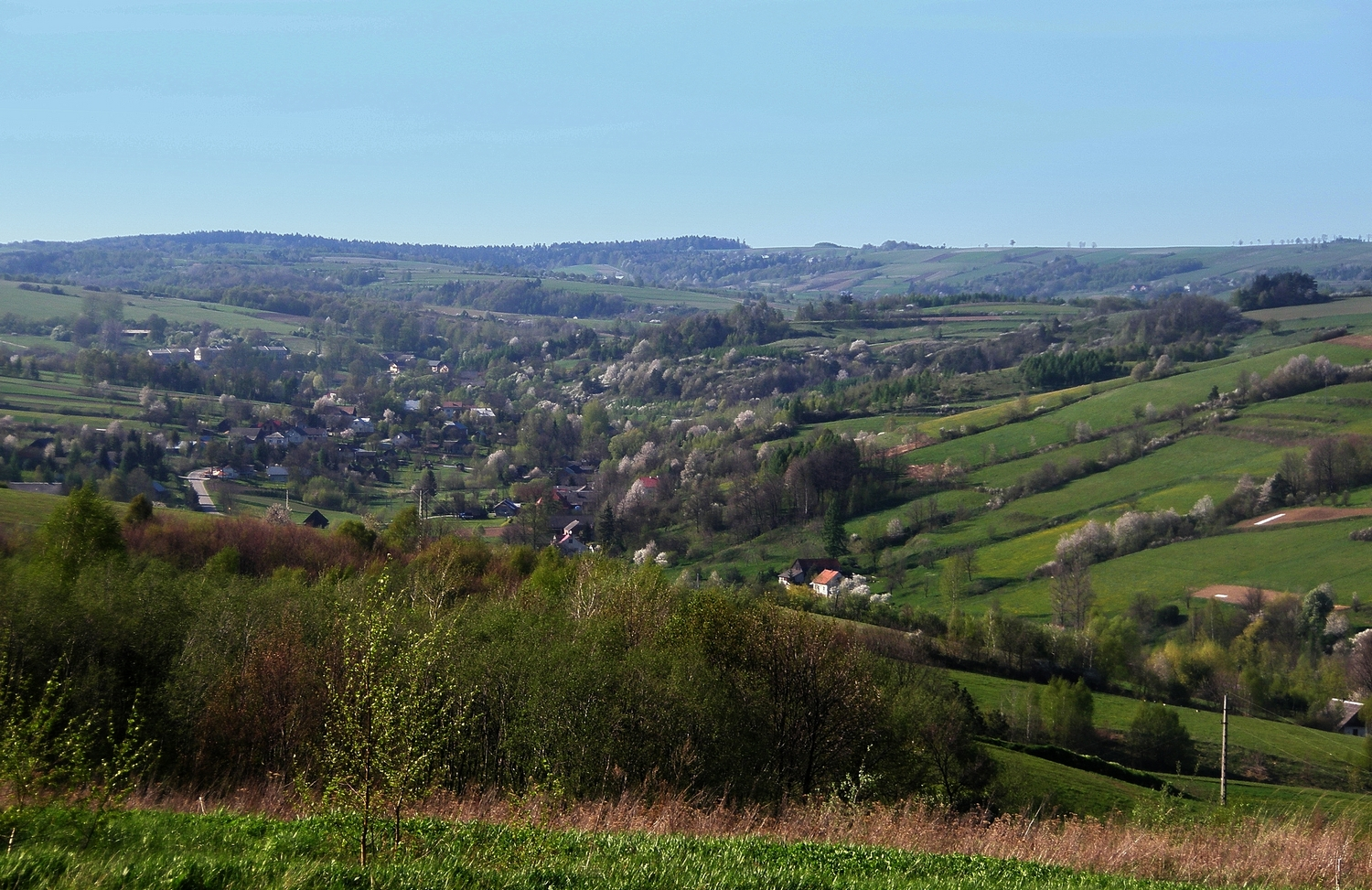
Łubno

Całe terytorium gminy Dynów chronione jest przez przynajmniej jeden z trzech obszarów ochronnych:
- Park Krajobrazowy Pogórza Przemyskiego, powstały w 1991 roku, chroni południowy Bachórz, większość Dąbrówki Starzeńskiej i Dylągowej oraz całą miejscowość Pawłokoma,
- Przemysko-Dynowski Obszar Chronionego Krajobrazu, otulina wyżej wspomnianego Parku, obejmuje pozostałą część gminy Dynów,
- Obszar Natura 2000 Rzeka San,
- Obszar Natura 2000 Pogórze Przemyskie[13].

### Warunki klimatyczne
Pogórze Dynowskie oraz gmina Dynów, położona na jego terenie, ma wyraźnie łagodniejszy klimat od położonych na południe od niego pasm Beskidu Niskiego oraz Bieszczadów. Zalicza się on do piętra klimatu podgórskiego, umiarkowanie ciepłego, o cechach kontynentalnych.
Średnia temperatura roczna oscyluje w granicach 5 – 7 °C. Najwyższe temperatury notowane są w lipcu, osiągają one wtedy 17 – 18 °C. Średnie temperatury zimowe zaś wynoszą od -5 do -3 stopni.
W okresie letnim w okolicy przeważają wiatry południowo-zachodnie i zachodnie, zaś na jesieni i w zimie – południowo-wschodnie i wschodnie. Częste są tutaj wiatry fenowe, wiejące z południa i osiągające duże prędkości. Na sterowanie klimatem ma również duży wpływ przepływająca przez gminę rzeka San.
Przeciętna roczna ilość opadów wynosi od 750 do 800 mm. Największe opady notuje się w okresie letnim, najmniejsze zaś – w lutym. Pokrywa śnieżna utrzymuje się od 60 do 150 dni, przymrozki występują od października do maja.

## Historia
Badania archeologiczne dowodzą, że na terenie dzisiejszej gminy Dynów i jej okolic osadnictwo istniało od bardzo dawnych czasów. W obecnie graniczącej z nią Wesołej odnaleziono radiolarytowy półtylczak, pochodzący z górnopaleolitycznej kultury wschodniograweckiej i datowany na okres między XXVII a XXI tysiącleciem p.n.e. Nowszym znaleziskiem, datowanym na starszą epokę kamienia (XII – IX tysiąclecie p.n.e.) są wyroby kamienne, do których należy grocik trzoneczkowaty, znaleziony w Bachórzu.
Kolejne, bardziej liczne odkrycia, pochodzą z epoki neolitu (4500 – 1800 p.n.e.) to liczne fragmenty narzędzi krzemiennych (w tym siekierka) i odłamki obsydianowe, znalezione w Bachórzu, odłupki krzemienne znaleziono również w Harcie oraz przysiółku Łubna – Kaźmierówce.

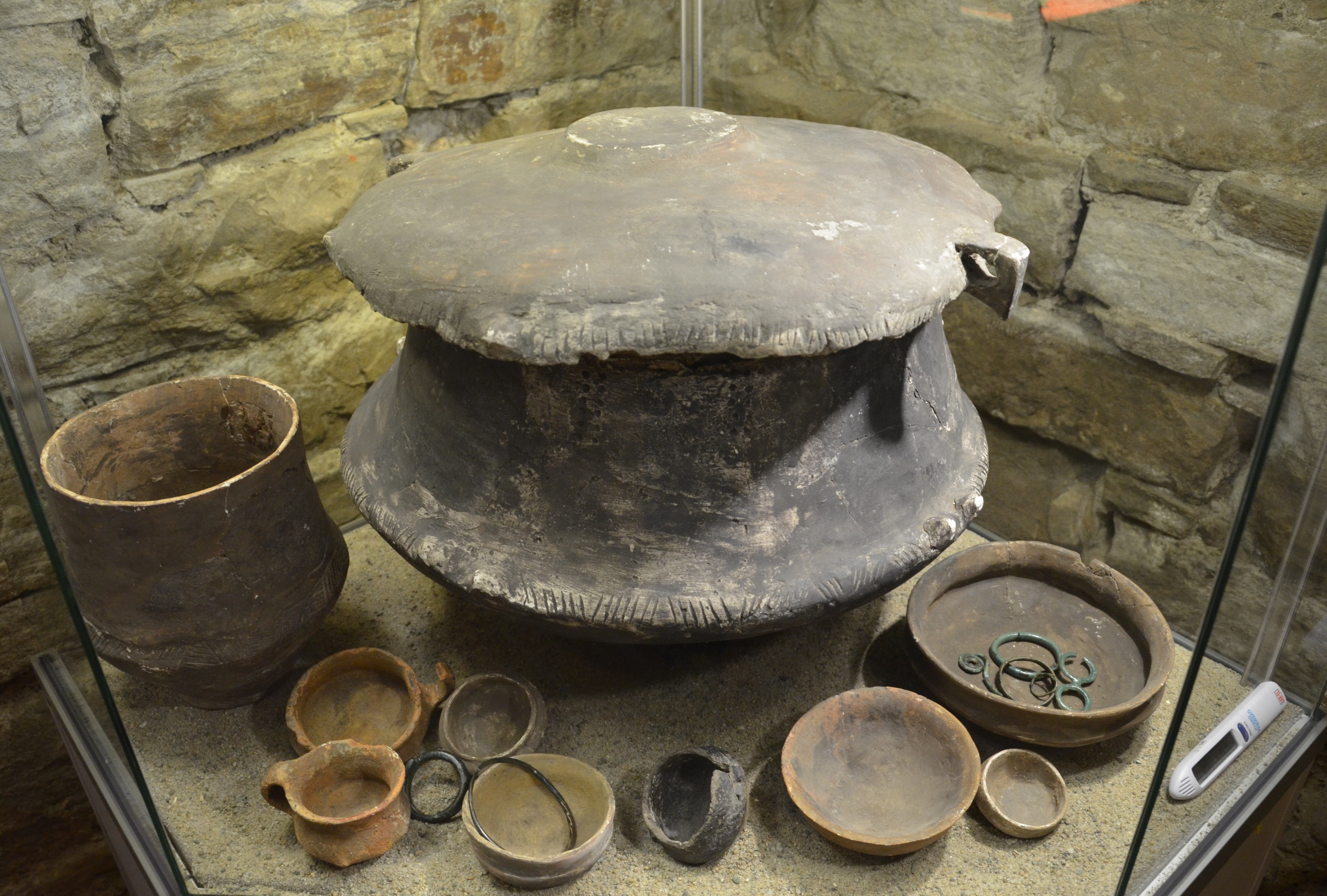
Zabytki z V okresu kultury łużyckiej (900-700 r. p.n.e.) wydobyte w latach 40. XX wieku na stanowisku Bachórz-Chodorówka

Wyraźny rozwój osadnictwa przypada na epokę brązu i okres XII – V wiek p.n.e. Ziemie nad Sanem były zamieszkiwane przez osadników z tzw. grupy tarnobrzeskiej, jednego z odłamów kultury łużyckiej. W Bachórzu odkryto cmentarzysko ciałopalne, na którego terenie znaleziono zestaw naczyń – waz, garnków, mis, czerpaków, kubków, a także ozdoby z brązu – szpile do spinania szat, bransolety, pierścionki i zawieszki. W Bachórzu natrafiono również na ślady osadnictwa z okresu kultury lateńskiej. Odnaleziono tam fragment krawędzi celtyckiego naczynia grafitowego oraz fragment celtyckiej szklanej biżuterii.
Na terenie Bachórza oraz Harty odnaleziono odłamki naczyń z okresu rzymskiego, m.in. ceramikę siwą. Z tamtych czasów zachowały się również ziemianki wczesnorzymskie oraz jamy posłupowe.
Pozostałe znaleziska archeologiczne pochodzą z okresu wczesnego średniowiecza, w niektórych przypadkach datowane aż na wiek XI. W Bachórzu znaleziono osadę wczesnośredniowieczną z fragmentami chat oraz ziemiankami z paleniskami, w których odkryto fragmenty naczyń i ceramiki, w tym kilka odłamków naczyń typu praskiego z VI w.; przęśliki gliniane, duży nóż żelazny, fragment półkoska oraz hakowaty klucz żelazny z VII-X w.. Wspomniana osada wczesnośredniowieczna najprawdopodobniej należała do Lędzian, nie istniało jednak jeszcze w tym okresie poczucie tożsamości etnicznej.
Według "Powieści minionych lat", w drugiej połowie X wieku tereny gminy, wraz z obejmującymi je Grodami Czerwieńskimi, należały do państwa Mieszka I, od którego zostały przejęte w 981 roku przez księcia kijowskiego Włodzimierza Wielkiego. W 1018 roku, powróciły do Polski pod panowanie Bolesława Chrobrego. Opanowane ponownie zostały przez księcia ruskiego Jarosława w 1031 roku. Po jego śmierci Ruś uległa rozpadowi. W XIII wieku ziemie weszły w skład księstwa halicko-wołyńskiego, a w XIV wieku zajął je Kazimierz III Wielki, przyłączając do Polski całą Ruś Czerwoną, gdzie weszły w skład ziemi sanockiej.
W średniowieczu przez ziemie dynowskie przechodziły przynajmniej dwa szlaki handlowe. Pierwszy z nich, biegnący z Sanoka do Przemyśla (doliną Sanu przez Dynów i Bachórz), istniał już w XII wieku. W Dynowie krzyżował się on z tzw. szlakiem winnym, biegnącym z Przemyśla w kierunku zachodnim przez Krosno do Przełęczy Dukielskiej.
W XIV wieku pojawiły się pierwsze wzmianki o miejscowościach na terenie gminy. W 1377 roku Bachórz odwiedził Władysław Opolczyk, który w tej miejscowości wydał przywilej dla wsi Hadle. Właścicielem tych ziem w tym okresie był ród Kmitów. W XV wieku pojawiły się pierwsze wzmianki na temat pozostałych wsi w gminie – Chodorówki, Dąbrówki Starzeńskiej (1436), Dylągowej (1484), Harty (1429), Laskówki (1425), Łubna (1424) i Ulanicy (1436).

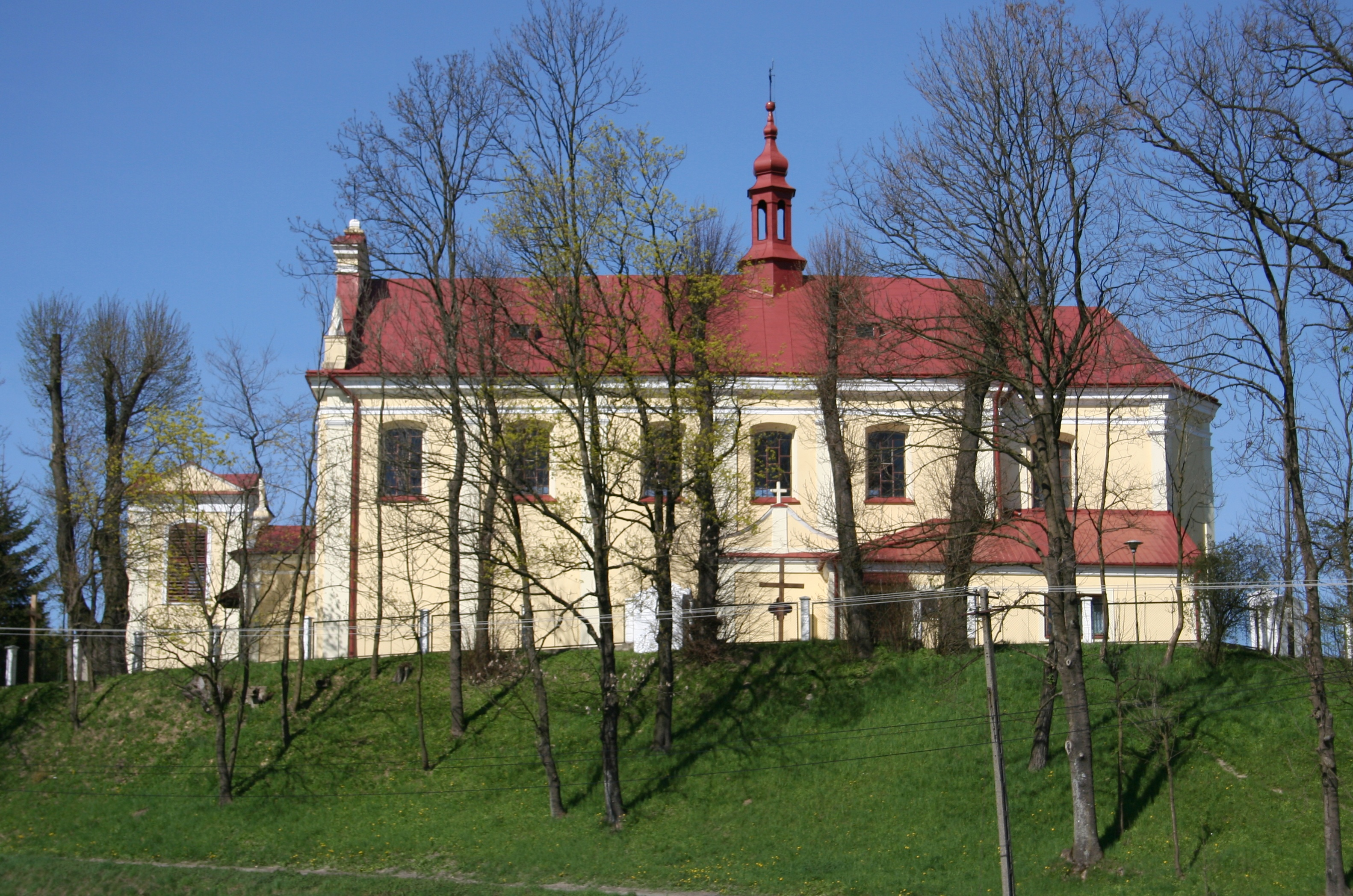
Kościół św. Mikołaja w Harcie, wybudowany w latach 1779-1804

Rozwój gospodarczy ziem był hamowany przez liczne najazdy i klęski, do których dochodziło między XVI a XVIII wiekiem. W 1466 roku Dynów nawiedziła epidemia dżumy. W 1503 oraz w 1624 roku (pod wodzą Kantymira) ziemie najechali Tatarzy, w 1657 roku zrabował i spalił je jeden z oddziałów Jerzego II Rakoczego pod wodzą Ferensa Istvana, a podczas III wojny północnej w 1702 roku zrobili to Szwedzi.
W 1772 roku doszło do I rozbioru Polski, wskutek którego Dynowszczyzna weszła w skład Królestwa Galicji i Lodomerii pod panowaniem austriackim. Na mocy reformy administracyjnej z 1773 roku okolice Dynowa weszły w skład dystryktu przemyskiego w cyrkule samborskim, a na mocy kolejnej reformy, w 1782 roku, do cyrkułu leskiego (później sanockiego). W 1867 roku cyrkuły zostały zniesione, a tereny gminy Dynów weszły w skład powiatu brzozowskiego.
Podczas rzezi galicyjskiej w 1846 roku, rozruchy działy się również w okolicach Dynowa. Zbuntowani chłopi napadli i ograbili dwór Wincentego Skrzyńskiego w Bachórzu, co doprowadziło do interwencji wojsk austriackich. Podczas I wojny światowej, pod koniec 1914 roku do Dynowa wkroczyły rosyjskie oddziały Radko Dimitriewa; okolice zostały odbite przez Austriaków w maju 1915 roku. W 1918 roku, Dynów i okoliczne miejscowości weszły w skład Polski po odzyskaniu przez nią niepodległości.
W dwudziestoleciu międzywojennym, obszar gminy borykał się z problemami gospodarczymi. Największą siłę polityczną stanowiło Stronnictwo Ludowe, którego koła w każdej wsi liczyły po kilkudziesięciu członków. Duża siła Stronnictwa spowodowała szeroki udział okolicznej ludności w strajkach chłopskich w 1937 roku. Zginęło podczas nich trzech rolników.
Po wybuchu II wojny światowej, po okolicznych starciach, 13 września 1939 roku Niemcy zajęli Dynów i okoliczne wsie. Na mocy traktatu o granicach i przyjaźni, granica pomiędzy Niemcami a Związkiem Radzieckim przebiegała po linii Sanu. Okolice Dynowa zostały wyzwolone przez armię radziecką 28 lipca 1944 r. Koniec wojny przyniósł największe zniszczenia w gminie: zabitych zostało kilkuset ukraińskich mieszkańców Pawłokomy, a w odwecie spalone zostały miejscowości Dąbrówka Starzeńska i Dylągowa.

### Historia administracji gminy

Podział administracyjny gminy Dynów w 1938 r.

Po odzyskaniu przez Polskę niepodległości, obszary okolic Dynowa weszły w skład powiatu brzozowskiego w województwie lwowskim. Pod względem administracyjnym terytorium kraju było bardzo pofragmentowane i niejednolicie podzielone; na terenach byłej Galicji każda z miejscowości tworzyła własną gminę. Dlatego też, w latach 30. przeprowadzona została reforma administracyjna.
1 sierpnia 1934 roku w Polsce wprowadzone zostały jednolite gminy. Wtedy również po raz pierwszy powstała jednostka pod nazwą gmina Dynów, w której skład weszły dotychczasowe gminy wiejskie Bachórz, Bartkówka, Dynów, Harta, Laskówka, Łubno, Pawłokoma, Przedmieście Dynowskie oraz Ulanica. Siedziba gminy znalazła się w Dynowie; na mocy reformy administracyjnej potwierdzona została utrata przez niego praw miejskich. Wsie Dąbrówka Starzeńska i Dylągowa weszły w skład gminy Nozdrzec.
Na początku 1939 tytułami honorowego obywatelstwa gminy zostali wyróżnieni: Ignacy Mościcki, Edward Śmigły-Rydz, Felicjan Sławoj Składkowski, Eugeniusz Kwiatkowski. Wiosną 1939 honorowe obywatelstwo gminy otrzymał starosta powiatu brzozowskiego, dr Jan Pomiankowski.
Taki stan rzeczy utrzymywał się do wybuchu II wojny światowej. Po zajęciu Polski przez Niemcy i Związek Radziecki, lewobrzeżna część gminy Dynów weszła w skład powiatu sanockiego w dystrykcie krakowskim Generalnego Gubernatorstwa, prawobrzeżna zaś – w skład obwodu drohobyckiego Ukraińskiej SRR. W 1941 roku Niemcy zaatakowali Związek Radziecki i przekroczyli San. Nowozdobyte przez nich terytoria zostały włączone do Generalnego Gubernatorstwa, a teren gminy Dynów wszedł w skład powiatu krośnieńskiego.
Po II wojnie światowej przywrócony został podział administracyjny na poziomie powiatów i gmin z dwudziestolecia międzywojennego i gmina powróciła do powiatu brzozowskiego, który od 1945 roku wszedł w skład nowego województwa rzeszowskiego. Dnia 1 kwietnia 1946 r. z obszaru gminy wyłączono Dynów, który odzyskał prawa miejskie oraz gromadę Przedmieście Dynowskie, która została do niego przyłączona.
W latach 50. przeprowadzono kolejną reformę administracyjną, która oficjalnie miała na celu zbliżenie władzy państwowej do mieszkańców dotychczasowych gmin. Z dniem 29 września 1954 r. gminy zostały zlikwidowane, a na ich miejsce powstały mniejsze jednostki, zwane gromadami. Powiat brzozowski został podzielony na gromady z dniem 5 października 1954 roku.
| Nazwa gromady       | Miejscowości składowe                                                               | Data powstania      | Data likwidacji |
| ------------------- | ----------------------------------------------------------------------------------- | ------------------- | --------------- |
| Bachorz             | Bachórz, Laskówka                                                                   | 5 października 1954 | 1 stycznia 1973 |
| Bartkówka           | Bartkówka, Dylągowa (od 31.12.1961), Pawłokoma                                      | 5 października 1954 | 1 stycznia 1969 |
| Dąbrówka Starzeńska | Bartkówka, Dąbrówka Starzeńska, Dylągowa, Huta Poręby, Pawłokoma, Siedliska, Wołodź | 1 stycznia 1969     | 1 stycznia 1973 |
| Dylągowa            | Dylągowa                                                                            | 5 października 1954 | 31 grudnia 1961 |
| Harta               | Harta                                                                               | 5 października 1954 | 1 stycznia 1973 |
| Łubno               | Łubno, Ulanica                                                                      | 5 października 1954 | 1 stycznia 1973 |
| Siedliska           | Dąbrówka Starzeńska, Huta Poręby, Siedliska, Wołodź                                 | 5 października 1954 | 1 stycznia 1969 |

Podział na gromady został zniesiony z dniem 1 stycznia 1973 r., przywracając podział powiatów na gminy. Został powołany organ pod nazwą Miasto i Gmina Dynów, a w jego skład weszły, oprócz Dynowa, miejscowości: Bachórz, Bartkówka, Dąbrówka Starzeńska, Dylągowa, Harta, Laskówka, Łubno, Pawłokoma oraz Ulanica.
1 czerwca 1975 roku nastąpiła kolejna reforma administracyjna w Polsce, na mocy której zniesione zostały powiaty i utworzona większa liczba mniejszych województw. Miasto i Gmina Dynów weszły w skład województwa przemyskiego (w odróżnieniu do pozostałej części powiatu brzozowskiego, który został dołączony do nowego województwa krośnieńskiego).
Dnia 1 stycznia 1985 roku doszło do odłączenia od wsi Łubno przysiółka Wyręby, który stał się wówczas osobną wsią. 1 stycznia 1992 roku jednostka Miasto i Gmina Dynów została podzielona na gminę miejską oraz gminę wiejską Dynów. Rok później, 1 stycznia 1993 roku, wieś Bartkówka została odłączona od gminy wiejskiej Dynów i weszła w skład miasta Dynów. W takim kształcie gmina Dynów pozostaje do dziś.
Dnia 1 stycznia 1999 roku w życie weszła ostatnia reforma administracyjna, na mocy której gmina Dynów weszła w skład powiatu rzeszowskiego w województwie podkarpackim.

## Podział administracyjny
Gmina Dynów administracyjnie dzieli się na 9 sołectw, z których każde obejmuje jedną miejscowość. Każda z miejscowości zawiera w sobie mniejsze części oraz przysiółki, opisane w rejestrze TERYT.
| Sołectwo            | Powierzchnia | Ludność | Części wsi wg TERYT |
| ------------------- | ------------ | ------- | --- |
| Bachórz             | 1250,83 ha   | 1151    | Chodorówka, Kolonia |
| Dąbrówka Starzeńska | 740,35 ha    | 447     | Dół, Góra, Reszów |
| Dylągowa            | 1887,64 ha   | 566     | Cebakówka, Chrapkówka, Cichówka, Flagówka, Folwark, Jamborówka, Karasiówka, Kłyżówka, Kościelnówka, Łukaszówka, Martowicze, Podlipa, Podtopole, Pustki, Roztoka, Skotnik                                                                |
| Harta               | 2566,21 ha   | 2082    | Berlin, Budy, Ciepła Połać, Górka, Grzybownia, Harta Dolna, Harta Górna, Koszary, Krzywda, Lipnik, Luzbarg, Mątewki, Miasteczko, Osiki, Pasieka, Pustki, Śliwy, Wysoka                                                                  |
| Laskówka            | 914,8 ha     | 393     | Dział, Górna Wieś, Kalwaria, Kimlina, Kocyłówka, Liszki, Łukawica, Miasteczko, Podlesie, Pohorysko, Poręby, Siemianowskie |
| Łubno               | 2619,78 ha   | 1269    | Buda, Dół, Fuksówka, Hruniówka, Jawornik, Kaźmierówka, Kiełbasówka, Koniówka, Kustrówka, Łazek, Łubienka, Pod Guzem, Pod Magarą, Podlas, Potok, Przygórze, Saulanka, Szymanów, Tućkówka, Widłakówka, Wielgosówka, Wierzchowina, Zagroda |
| Pawłokoma           | 1016,34 ha   | 538     | Dymitówki, Kaczmarówka, Kolonia, Radanówki, Zagóra |
| Ulanica             | 642,89 ha    | 413     | Bania, Benedykówka, Buda, Dydkówka, Jendykówka, Lisówka, Majchrówka, Marszałki, Mędusiówka, Polana, Potok, Wólka |
| Wyręby              | 263,64 ha    | 208     | Las, Słoniec |

## Demografia
Gminę Dynów zamieszkuje według stanu na koniec 2018 roku 6941 osób, co stanowi 4,07% ogółu ludności powiatu rzeszowskiego. Na 1 km² powierzchni przypada 58 osób, co jest najniższą gęstością zaludnienia w powiecie.
W ostatnich latach można zaobserwować tendencję spadkową liczby ludności, spowodowaną stale ujemnym wskaźnikiem migracji do innych miejsc w kraju.
Dane o ludności z 31 grudnia 2018:
| Opis                                | Ogółem | Ogółem | Kobiety | Kobiety | Mężczyźni | Mężczyźni |
| ----------------------------------- | ------ | ------ | ------- | ------- | --------- | --------- |
| Jednostka                           | osób   | %      | osób    | %       | osób      | %         |
| Populacja                           | 6941   | 100    | 3414    | 49,19   | 3527      | 50,81     |
| Wiek przedprodukcyjny (0–17 lat)    | 1271   | 18,31  | 587     | 8,46    | 684       | 9,85      |
| Wiek produkcyjny (18–65 lat)        | 4273   | 61,56  | 1898    | 27,34   | 2375      | 34,22     |
| Wiek poprodukcyjny (powyżej 65 lat) | 1397   | 20,13  | 929     | 13,38   | 468       | 6,74      |

| W tym miejscu powinien znaleźć się wykres. Z przyczyn technicznych nie może zostać wyświetlony. Więcej informacji |

Największą grupę wiekową stanowią mieszkańcy w przedziałach wiekowych 20-35 oraz 50-60 lat, co jest skutkiem występowania wyżów demograficznych.
Od ostatnich kilkunastu lat zaobserwować można spadek współczynnika feminizacji w społeczeństwie gminy: z 101% w roku 2002 do 97% w roku 2018, co jest jednym z najniższych wyników na terenie województwa. Stopniowo zwiększa się udział ludności w wieku produkcyjnym (51,5% w roku 1998 → 58,3% w roku 2008 → 61,6% w roku 2018) kosztem udziału ludności w wieku przedprodukcyjnym (30,2% w roku 1998 → 23,1% w roku 2008 → 18,3% w roku 2018).

## Gospodarka
Według danych REGON z 2018 roku, w gminie Dynów działało 358 podmiotów gospodarki narodowej – 10 z sektora publicznego i 348 z prywatnego. Spośród przedsiębiorstw prywatnych, zdecydowana większość (303 przedsiębiorstwa) stanowiły jednoosobowe działalności gospodarcze. Drugą co do liczności kategorią przedsiębiorstw prywatnych były stowarzyszenia i fundacje (22 przedsiębiorstw), w gminie istniało również 10 spółek handlowych oraz 5 cywilnych.
Przedsiębiorstwa w gminie według rodzaju działalności

1. budownictwo: 118 (33,1%)
2. handel; naprawa pojazdów samochodowych: 61 (17,1%)
3. przetwórstwo przemysłowe: 35 (9,80%)
4. transport i gospodarka magazynowa: 32 (8,96%)
5. pozostała działalność usługowa; gospodarstwa domowe zatrudniające pracowników: 20 (5,60%)
6. rolnictwo; leśnictwo; łowiectwo i rybactwo: 13 (3,64%)
7. działalność profesjonalna; naukowa; techniczna: 12 (3,36%)
8. edukacja: 11 (3,08%)
9. zakwaterowanie i usługi gastronomiczne: 10 (2,80%)
10. inne: 45 (12,6%)

Teren gminy Dynów jest słabo uprzemysłowiony. Dominuje drobny przemysł rzemieślniczy, małe hurtownie, sklepy, przemysł drzewny, działalność produkcyjna, budownictwo, handel i naprawy oraz transport. Największym pracodawcą w gminie jest Urząd Gminy oraz podległe mu jednostki organizacyjne (szkoły). Zdecydowana większość przedsiębiorstw to mikroprzedsiębiorstwa; jedynie 13 spośród nich zatrudnia więcej niż 10 pracowników. Żadne z przedsiębiorstw nie zatrudnia powyżej 50 pracowników.
Stopa bezrobocia na terenie gminy utrzymuje się na wysokim poziomie w stosunku do bezrobocia w województwie oraz w całym kraju. W 2018 roku zanotowano bezrobocie na poziomie 9,2% (w województwie zanotowano 6,3%).

### Rolnictwo
| Rodzaj      | Powierzchnia [ha] | %    |
| ----------- | ----------------- | ---- |
| Grunty orne | 5735,9            | 78,4 |
| Łąki        | 449,3             | 6,14 |
| Pastwiska   | 1111,8            | 15,2 |
| Sady        | 19,4              | 0,26 |
| Suma        | 7316,4            | 100  |

Z powodu przeszłych warunków społeczno-gospodarczych, rolnictwo w gminie charakteryzuje się dużym rozdrobnieniem, nadmiarem zasobów siły roboczej oraz niską towarowością produkcji. Na terenie gminy występują gleby zaliczane do dobrych, głównie w klasach od II do IV.
Ogółem w gminie istnieją 1434 gospodarstwa rolne. Przeważają małe gospodarstwa – 80% spośród gospodarstw ma powierzchnię poniżej 5 hektarów. Produkują one najczęściej na potrzeby własne i rodziny, posiadającej inne środki utrzymania. Na terytorium gminy nie istnieją zakłady przetwórstwa rolnego, a rolnicy nie organizują się w grupy producenckie.
Największą powierzchnię spośród upraw w gminie mają uprawy zbóż (68% wszystkich upraw; 60% spośród upraw zbóż to uprawy pszenicy), ziemniaków (18%) oraz roślin pastewnych (9%). W gospodarstwach dominuje hodowla bydła mlecznego, trzody chlewnej oraz królików.

## Komunikacja

### Transport drogowy

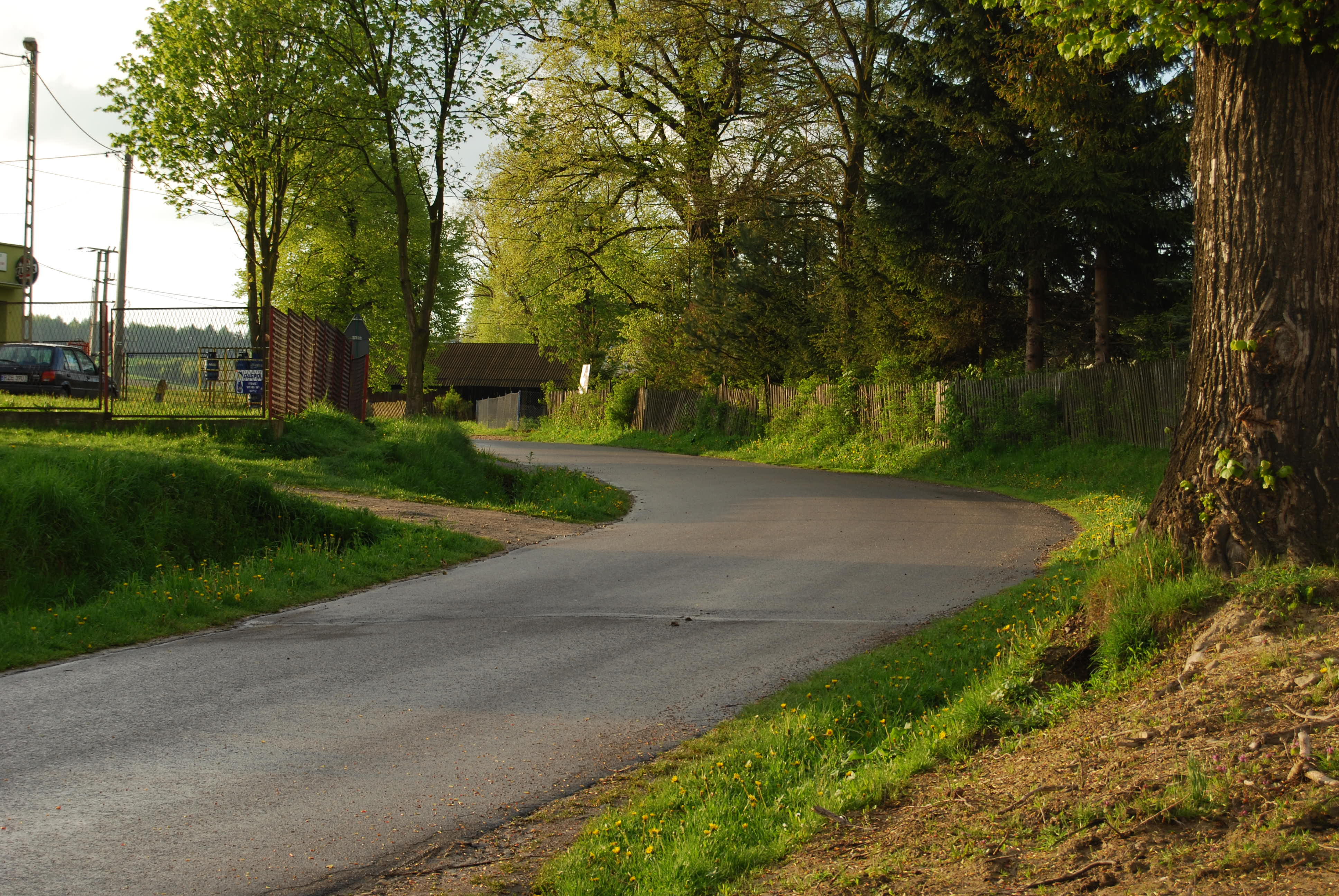
Droga powiatowa 1433R w Laskówce

Rdzeniem komunikacyjnym na obszarze gminy są dwie drogi wojewódzkie, przecinające ją w kierunku północ-południe oraz wschód-zachód:
- 835 z Lublina przez Hartę, Bachórz i Dynów do Grabownicy Starzeńskiej (na terenie gminy 2696 m),
- 884 z Przemyśla przez Bachórz, Dynów, Łubno i Wyręby do Domaradza (na terenie gminy 13 632 m)[69].

Pozostałe drogi w gminie to 8 dróg powiatowych o długości 37,8 km, 56 dróg gminnych o długości 80,6 km oraz drogi wewnętrzne o łącznej długości 840 km.
| Mapa drogowa gminy Dynów |                                                                     |                           |
| Drogi powiatowe          |                                                                     |                           |
| Droga (stary nr)         | Relacja                                                             | Długość w gminie (ogółem) |
| 1426R (501)              | Futoma (1422R) – Piątkowa – Harta (DW835/DW884)                     | 7,41 km (12,56 km)        |
| 1427R (502)              | Piątkowa (1426R) – Futoma – Ulanica – Dynów (DW884)                 | 3,84 km (9,55 km)         |
| 1428R (504)              | Nozdrzec (DW835) – Łubno (DW884)                                    | 7,87 km (9,42 km)         |
| 1430R (505)              | Łubno (1428R) – Dynów (DW835)                                       | 3,48 km (5,15 km)         |
| 1431R (506)              | Dynów (DW835) – Dąbrówka Starzeńska (2040R)                         | 3,4 km (4,91 km)          |
| 1432R (507)              | Dynów (1431R) – Pawłokoma – Dylągowa – Sielnica – Bachórzec (DW884) | 7,3 km (16,48 km)         |
| 1433R (509)              | Bachórz (DW884) – Kosztowa – Laskówka (108318R/108320R)             | 4,07 km (4,92 km)         |
| 1437R (503)              | Futoma (1427R) – Łubno (DW884)                                      | 0,39 km (0,6 km)          |

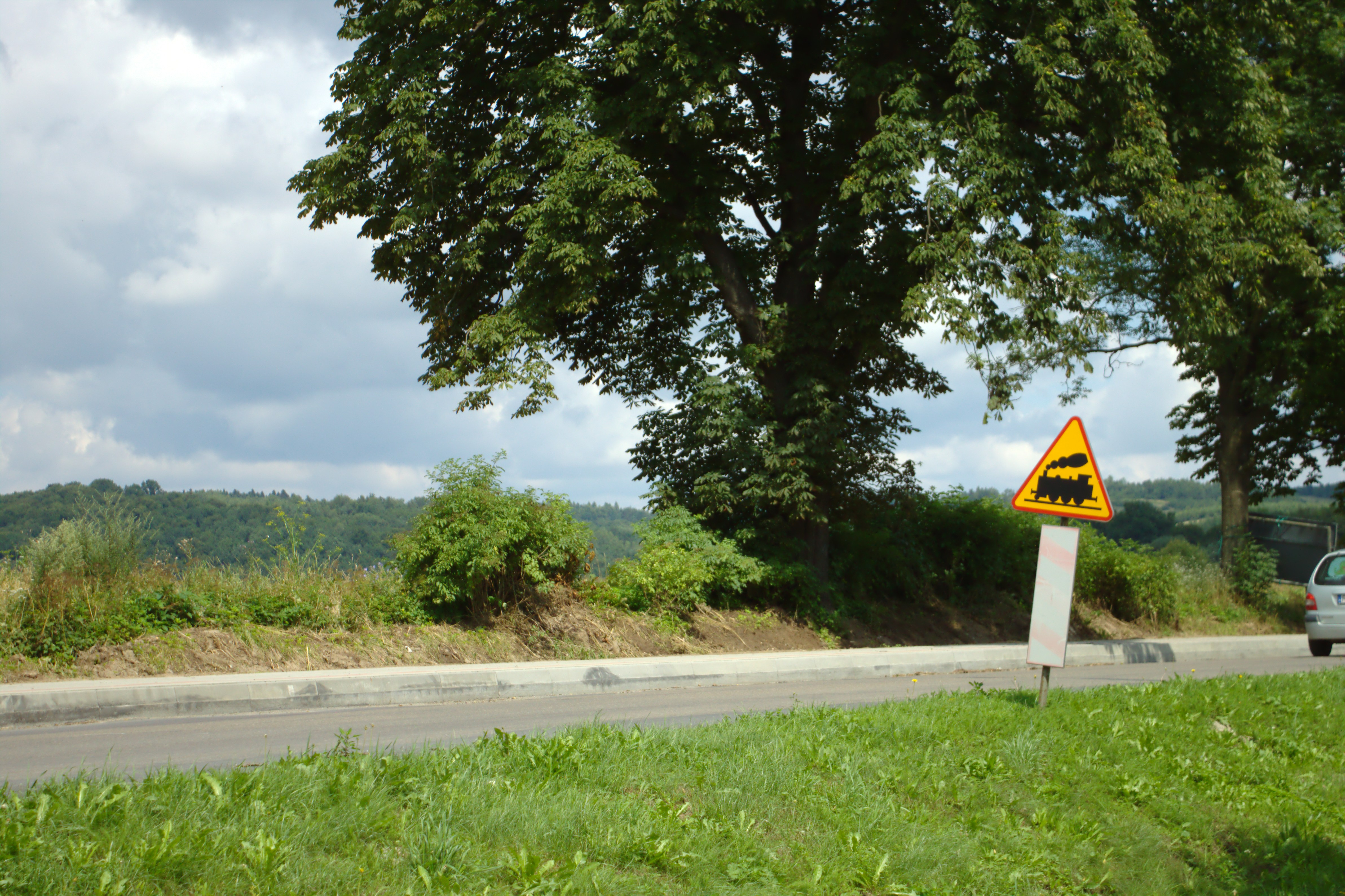
Droga wojewódzka 884 w Bachórzu

Na terenie gminy operuje kilku przewoźników autobusowych, wykorzystujących sieć przystanków, rozmieszczonych w każdej miejscowości. Do najmniejszych miejscowości dojeżdżają autobusy PKS Przemyśl, który organizuje kursy:
- Dynów – Żohatyn przez Dąbrówkę Starzeńską,
- Dynów – Huta Poręby przez Dąbrówkę Starzeńską,
- Dynów – Łubno,
- Dynów – Dylągowa przez Pawłokomę,
- Dynów – Laskówka przez Bachórz,
- Dynów – Ujazdy przez Ulanicę i Wyręby,
- Bircza – Rzeszów przez Bachórz, Dynów i Ulanicę[73].

W 2018 i 2019 roku zostały zawieszone wszystkie kursy PKS Rzeszów na terytorium gminy; powodem była ich niska rentowność.
Innymi przewoźnikami, organizującymi kursy na terenie gminy są:
- Eurobus (trasa Przemyśl – Dynów przez Bachórz)[75],
- F.U. Polbus (trasa Dubiecko – Rzeszów przez Bachórz, Dynów i Hartę)[76],
- F.H.U. AGMAR (trasa Bachórz – Rzeszów przez Dynów i Hartę)[77].

### Komunikacja kolejowa

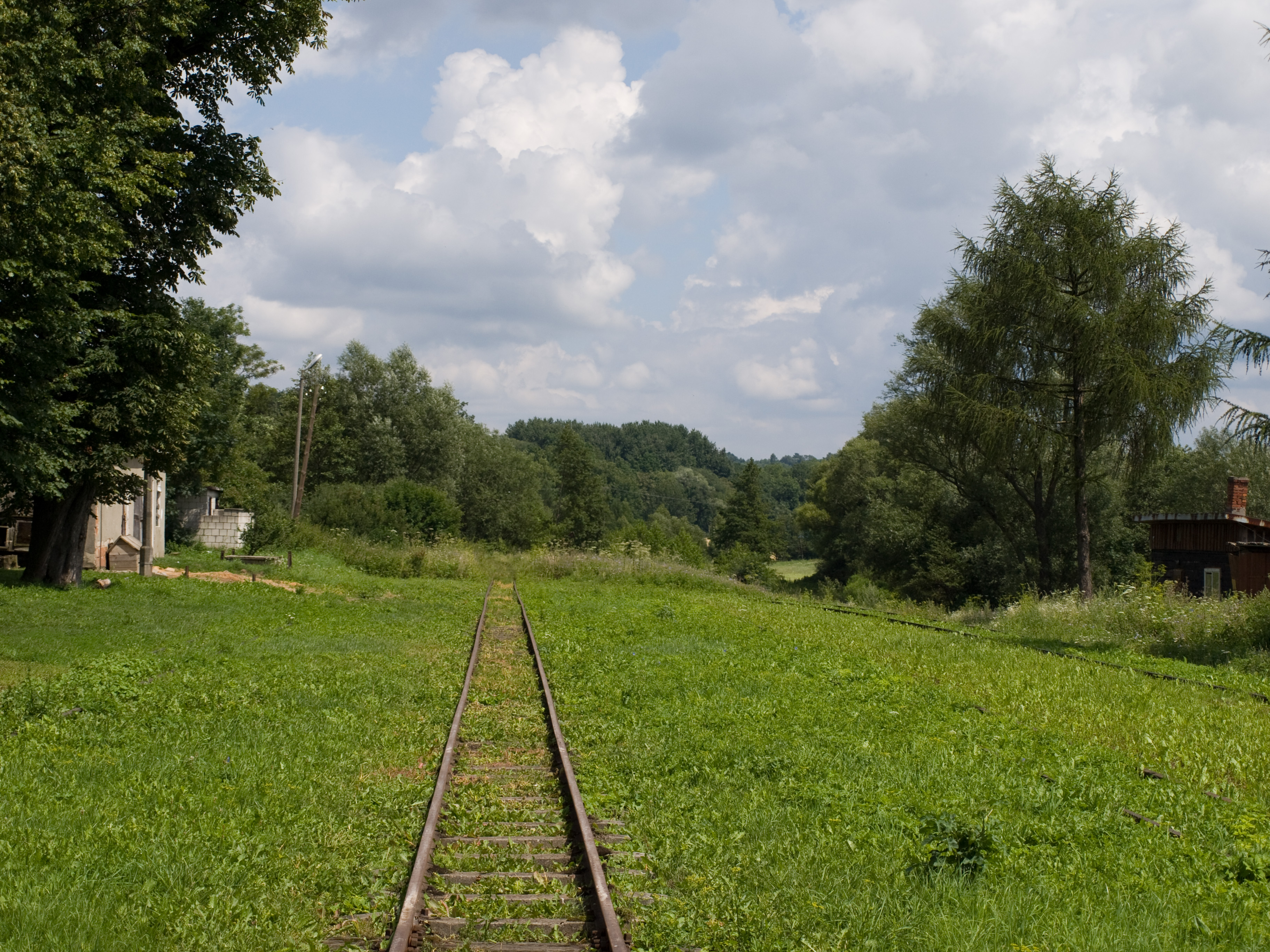
Tory kolejowe w Bachórzu

Obecnie na terenie gminy nie istnieją regularne połączenia kolejowe. Jedyna linia, Przeworska Kolej Dojazdowa, zlikwidowała kursy pasażerskie w drugiej połowie lat 80. XX wieku, a w 1991 roku została wpisana do rejestru zabytków. Organizowane są jedynie kursy turystyczne w okresie wakacyjnym: od czerwca do października w niedziele, a od czerwca do sierpnia również w soboty.
Linia kolejowa przechodzi przez terytorium miejscowości Bachórz oraz Harta. Jedyna stacja na terenie gminy to Bachórz.

### Poczta
Jedyną czynną placówką pocztową na terenie gminy jest placówka w Dylągowej; pozostałe miejscowości korzystają z urzędu pocztowego w Dynowie. Niezależnie od tego, miejscowości mają przypisane osobne kody pocztowe.
| Kod pocztowy | Miejscowości                                                  |
| ------------ | ------------------------------------------------------------- |
| 36-065       | Dąbrówka Starzeńska, Dynów, Pawłokoma, Łubno, Ulanica, Wyręby |
| 36-067       | Harta                                                         |
| 36-068       | Bachórz, Laskówka                                             |
| 36-069       | Dylągowa                                                      |

## Infrastruktura techniczna
Cały teren gminy jest zelektryfikowany oraz zgazyfikowany. Elektryfikacja przebiegała w latach 50. i 60. XX wieku, a gazyfikacja - w latach 90.. Obecnie, gmina Dynów jest zasilana liniami 110 kV (stacja położona jest w Dynowie). Znajduje się w rejonie oddziaływania rozdzielni "Rzeszów" w Widełce oraz elektrowni wodnej w Solinie. Zaopatrzenie gminy w gaz odbywa się poprzez średnioprężną sieć przesyłową, zarządzaną, poprzez Zakład Gazowniczy w Jarosławiu, przez Karpackie Zakłady Gazownictwa w Tarnowie.
Ze względu na wcześniejszą przynależność do województwa przemyskiego, gmina znajduje się obecnie w okręgu telekomunikacyjnym w Przemyślu. Stąd, jej numer kierunkowy to 16 (pozostała część powiatu rzeszowskiego ma numer 17). Telefonizacja gminy zakończyła się w roku 1999. Dodatkowo, terytorium całej gminy jest pokryte zasięgiem telefonii komórkowej.
W gminie powszechny jest również dostęp do sieci Internet. Połączenie dostępne jest w technologiach radiowych (2,4 i 5 GHz) jak i poprzez światłowód (realizowane przez Spółdzielnię Telekomunikacyjną OST w częściach gminy).

### Gospodarka komunalna
Zaopatrzenie mieszkańców w wodę odbywa się głównie z indywidualnych ujęć wodnych. Ogólna długość czynnych linii wodociągowych na terenie gminy w 2018 roku wynosiła 4,1 km. Na linii wykonanych było 56 przyłączy, co dawało dostęp do niej 3,3% budynków w gminie. Linie wodociągowe położone są w miejscowościach Bachórz i Wyręby.
Podobnie jak w przypadku wodociągów, mieszkańcy również w przypadku kanalizacji korzystają w zdecydowanej większości z przydomowych zbiorników bezodpływowych. W 1983 roku na potrzeby PGR w Bachórzu wybudowano oczyszczalnię ścieków, dostarczanych do niej z tych zbiorników oraz linii kanalizacyjnej w Bachórzu, obsługującej 18 przyłączy na długości 1 km. Ogółem, dostęp do linii kanalizacyjnej ma w gminie 1,1% budynków.
Pod względem rozwoju linii wodociągowych i kanalizacyjnych gmina zajmuje ostatnie miejsce w powiecie rzeszowskim oraz jedno z ostatnich miejsc w województwie – w obydwu przypadkach jest to 156. gmina na 160.
Zbiorem odpadów komunalnych na terenie gminy zajmuje się Gospodarka Komunalna w Błażowej. Złożone deklaracje co do gospodarowania odpadami obejmują 75% ludności gminy, z czego 96% deklaruje sortowanie śmieci. W 2018 roku, na terenie gminy odebrane zostały 733 tony odpadów. Międzygminny Punkt Selektywnej Zbiórki Odpadów, obsługujący mieszkańców gminy, znajduje się w południowo-zachodniej części miasta Dynów, w pobliżu miejscowości Łubno.

### Mieszkalnictwo

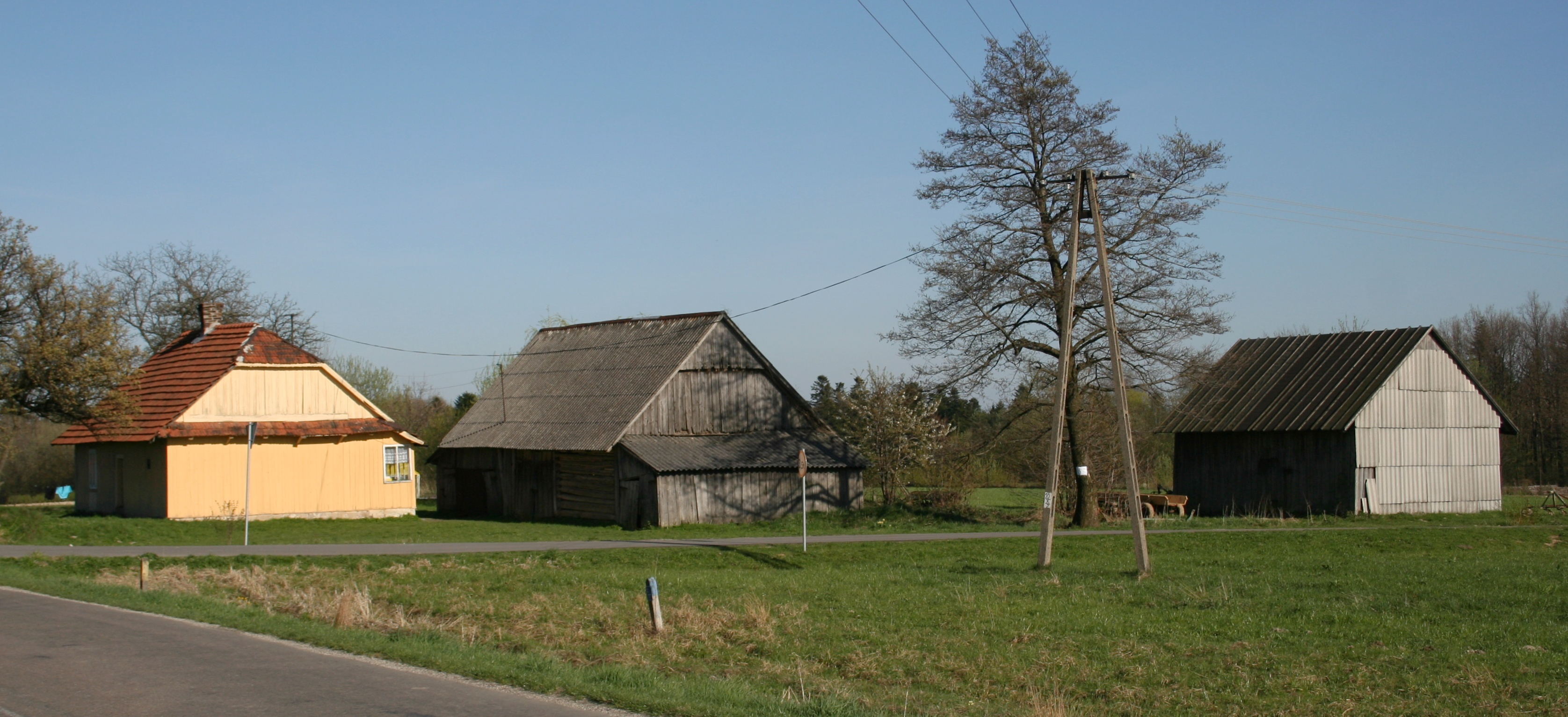
Zabudowa w miejscowości Wyręby

W 2018 roku na terenie gminy Dynów znajdowały się ogółem 2082 lokale mieszkalne; 28 gminnych mieszkań komunalnych i 2054 mieszkania należące do osób fizycznych. Całkowita powierzchnia mieszkalna w gminie wynosi ponad 177 tys. m². Średnia powierzchnia mieszkania to 85,1 m², a na jednego mieszkańca przypada 25,6 m² powierzchni.
Mieszkania komunalne położone są w budynkach, należących do gminy: m.in. na terenie szkół w Bachórzu, Dylągowej oraz Harcie, Domu Strażaka w Łubnie i Domu Ludowego w Harcie.

## Turystyka

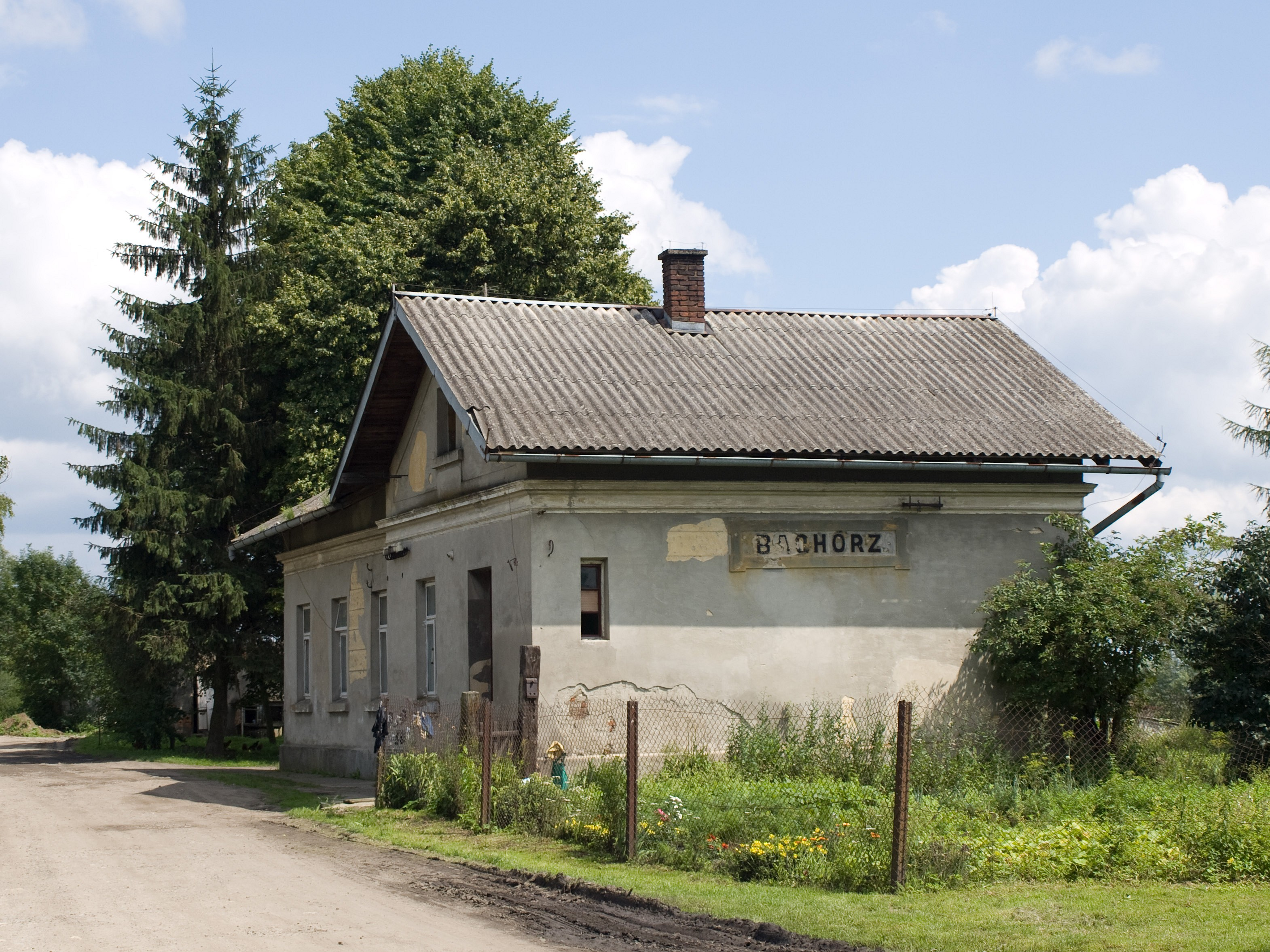
Zabytkowy budynek stacji w Bachórzu

Jednym z głównych walorów turystycznych gminy jest jej położenie na terenie Pogórza Przemysko-Dynowskiego, co owocuje bogactwem flory i fauny. Cały jej teren jest objęty jedną z form ochrony środowiska: parkiem krajobrazowym, obszarem chronionego krajobrazu oraz obszarami Natura 2000. Z tego powodu, przebiega przez niego wiele pieszych i rowerowych ścieżek turystycznych oraz przyrodniczych.
Innymi zaletami terenu jest wielość zachowanych na nim zabytkowych budowli oraz pomników przyrody (starodrzew "Dębina", znajdujący się w parku dworskim w Bachórzu). Krajobrazy oraz przyroda są wykorzystywane poprzez tworzenie gospodarstw agroturystycznych, w liczbie 11, stanowiących główną atrakcję turystyczną gminy. Po dwa takie gospodarstwa położone są w Harcie i Dąbrówce Starzeńskiej, po jednym w Dylągowej i Ulanicy. Pięć gospodarstw agroturystycznych znajduje się w miejscowości Bachórz, co w połączeniu z karczmą "Pod Semaforem" – jedynym lokalem gastronomicznym w gminie – czyni ją centrum turystyki gminnej.
W Bachórzu również położony jest kompleks rekreacyjno-sportowy "Pod Dębiną", oddany do użytku w 2012 roku. Tworzą go boiska do siatkówki, kort tenisowy, pole namiotowe oraz zadaszony budynek z dużym grillem. Kompleks jest często wykorzystywany do organizacji gminnych wydarzeń. W niedużej odległości od kompleksu znajduje się zabytkowa stacja kolejowa Bachórz, leżąca na trasie wąskotorowej Przeworskiej Kolei Dojazdowej.

### Zabytki

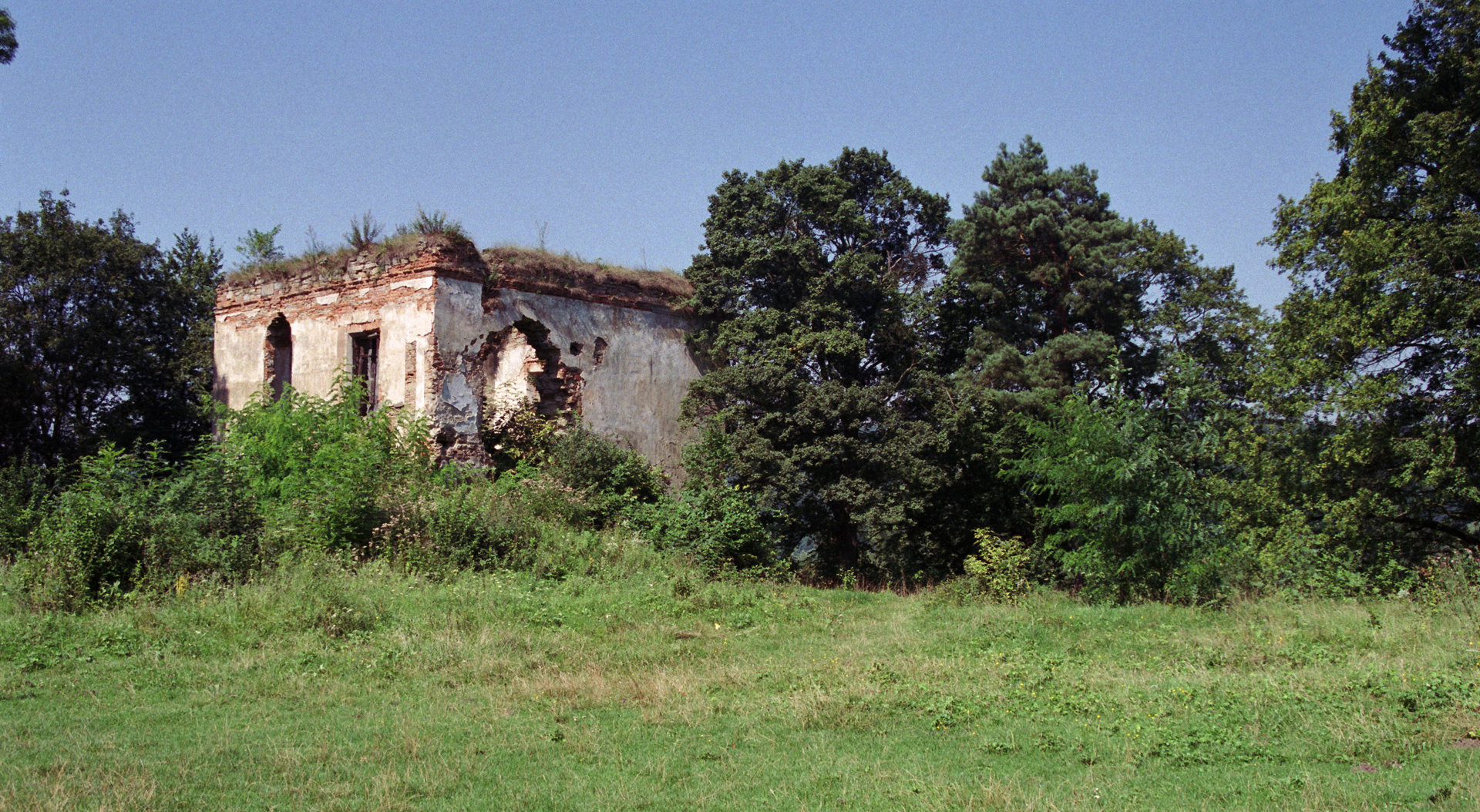
Ruiny zamku w Dąbrówce Starzeńskiej

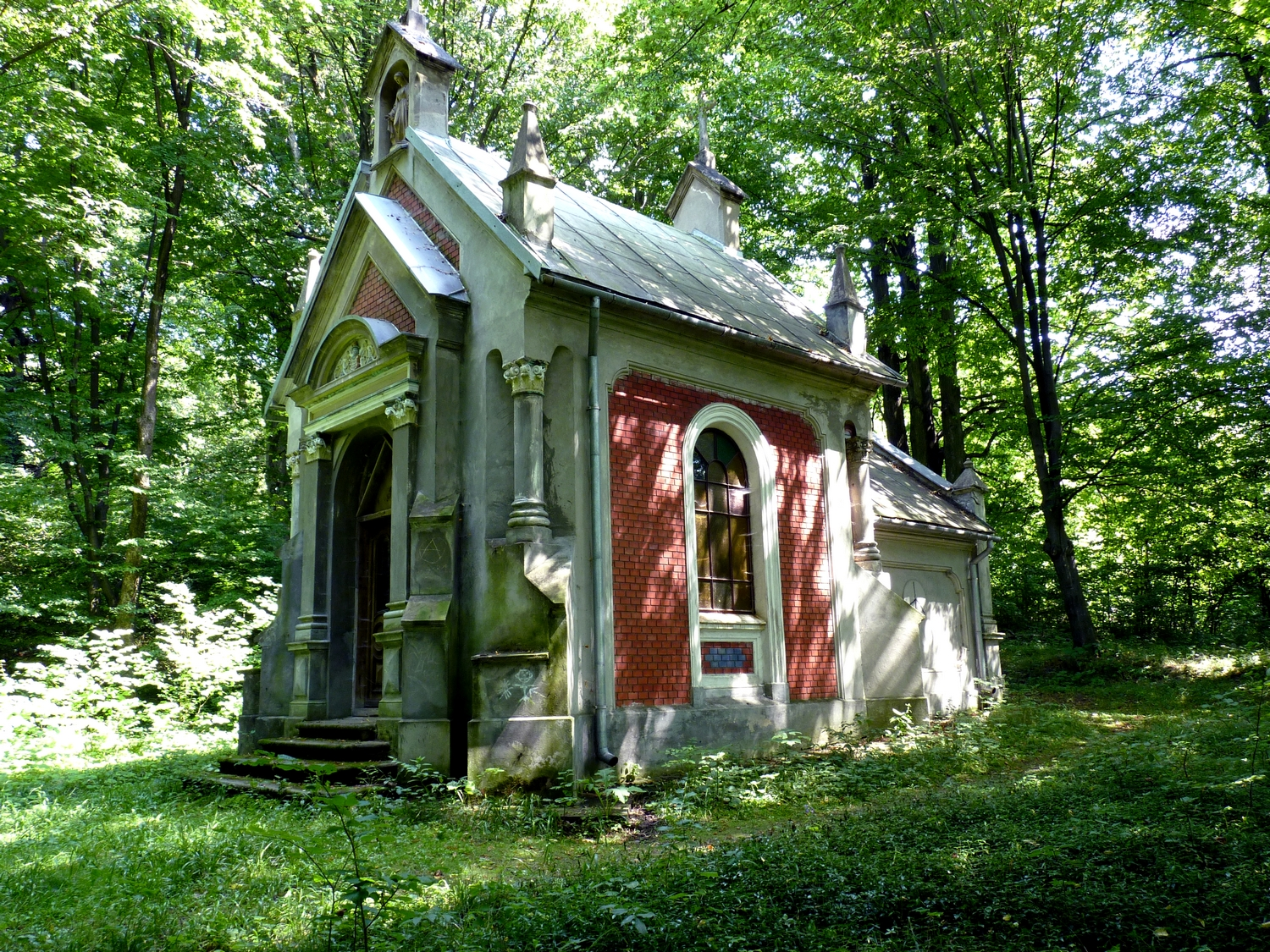
Kaplica grobowa Skrzyńskich w Dąbrówce Starzeńskiej

Na liście Narodowego Instytutu Dziedzictwa znajduje się ogółem 8 zabytków, położonych na terytorium gminy.
Bachórz
- grobowiec Władysława Skrzyńskiego z XIX wieku, położony wśród pól, na osi założenia dworskiego,
- park dworski z XVIII wieku,
- budynek stacyjny kolejki wąskotorowej z przełomu XIX i XX wieku.

Dąbrówka Starzeńska
- zespół zamkowy:
  - ruiny zamku z drugiej połowy XVI oraz XVIII wieku,
  - kaplica grobowa z drugiej połowy XIX wieku,
  - park z XVI-XIX wieku.

Dylągowa
- kościół św. Zofii, wybudowany w latach 1905-11.

Harta
- zespół kościoła parafialnego:
  - kościół św. Mikołaja, wybudowany w latach 1779-1804,
  - dzwonnica z 1886 roku,
  - wikarówka z drugiej połowy XIX wieku,
  - kapliczka w ogrodzeniu z 1933 roku,
  - kaplica cmentarna z początku XX wieku,
- młyn gospodarczy z przełomu XIX i XX wieku.

Pawłokoma
- dzwonnica przy nieistniejącej cerkwi greckokatolickiej z 1909 roku.

Gminna ewidencja zabytków liczyła w 2012 roku 105 pozycji.

### Pomniki

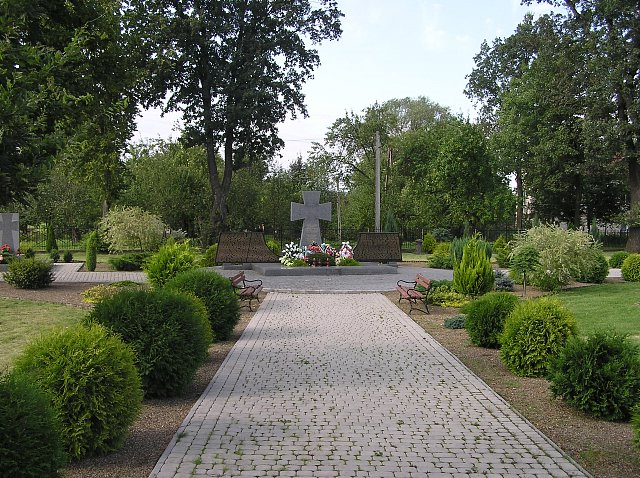
Pomnik ofiar zbrodni 3 marca 1945 r. w Pawłokomie

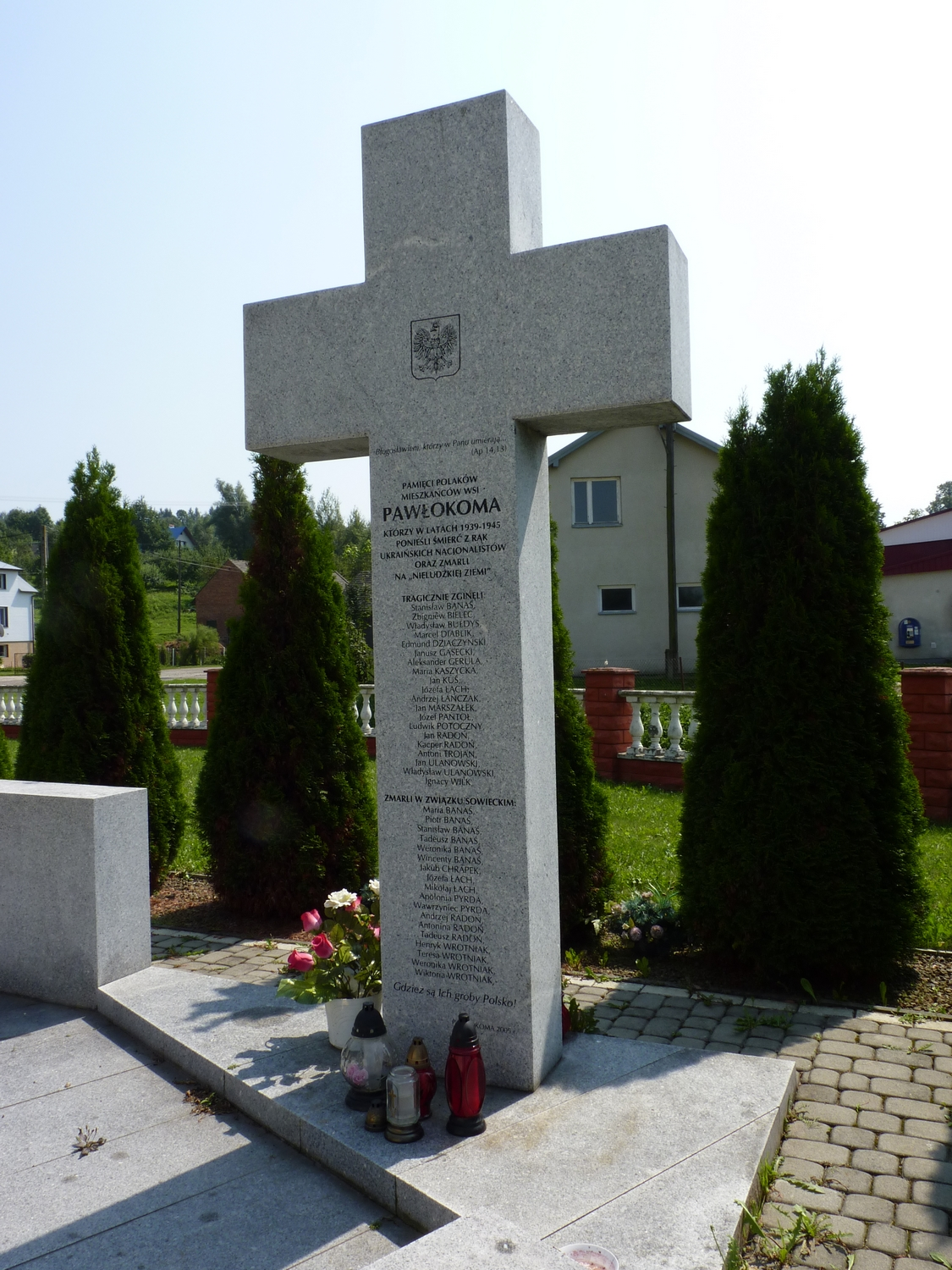
Pomnik poświęcony polskim ofiarom ukraińskich nacjonalistów w Pawłokomie

- pomnik w hołdzie poległym uczestnikom strajków chłopskich w Harcie, odsłonięty w 1957 roku[102],
- obelisk z tablicą upamiętniającą strajki chłopskie w Harcie, odsłonięty w 1987 roku[81]
- pomnik poświęcony Polakom zamordowanym przez ukraińskich nacjonalistów w latach 1939-45 w Pawłokomie,
- pomnik poświęcony Ukraińcom zamordowanym 3 marca 1945 r. przez Polaków w Pawłokomie,
- obelisk poświęcony pamięci ofiar gestapo oraz UPA w latach 1939-47 w Dylągowej[35],
- tablica poświęcona kpt. Gracjanowi Frógowi oraz żołnierzom 3 Wileńskiej Brygady Armii Krajowej w 75. rocznicę bitwy pod Murowaną Oszmianką w Laskówce[103].

### Szlaki turystyczne
Przez terytorium gminy przechodzi kilka szlaków turystycznych:
- Dynów – Sufczyna – Krasiczyn – Kalwaria Pacławska – Ustrzyki Dolne o długości 109 km. Przechodzi on przez Dąbrówkę Starzeńską i Dylągową.
- Przemyśl – Helusz – Hucisko Nienadowskie – Laskówka – Dynów o długości 55 km. Przechodzi przez Bachórz i Laskówkę[104].
- Dynów – Laskówka – Jawornik Polski – Rzeszów, długość 38 km. Przechodzący przez Bachórz i Laskówkę.
- Dynów – Ujazdy – Połomia – Czudec, długości 40 km. Przechodzący przez Łubno[105].

W miejscowości Dylągowa wytyczona została ścieżka przyrodniczo-dydaktyczna "Kopaniny". Jej długość to około 3 km, a na jej trasie znajduje się 8 przystanków.
Przez gminę przechodzi Wschodni Szlak Rowerowy Green Velo, który rozpoczyna się na jej terenie w Ulanicy, następnie biegnie do Dynowa i do Dąbrówki Starzeńskiej. Inna trasa rowerowa, wykorzystująca w części ten szlak, nosi nazwę "Szlakiem galicyjskich miasteczek" i jest pętlą Błażowa-Piątkowa-Harta-Dynów-Ulanica-Futoma-Błażowa.
Przez teren gminy przechodzi również rowerowy "Szlak Nadsańskich Umocnień", którego atrakcjami są umocnienia i bunkry z czasów II wojny światowej. Do takich umocnień należą w gminie bunkier polowy między Dąbrówką Starzeńską a Siedliskami w gminie Nozdrzec oraz drugi, położony w Pawłokomie.
W 2012 roku wytyczone zostały dwie gminne ścieżki rowerowe:
- "Pagórki Pogórza Dynowskiego", Bachórz – Laskówka (długość 17 km),
- "Zakolem Sanu", Dąbrówka Starzeńska – Dylągowa – Pawłokoma (długość 27 km)[99].

Kolejnym szlakiem rowerowym na terenie gminy jest wytyczona przez Związek Gmin Turystycznych Pogórza Dynowskiego trasa "Doliną Sanu". W gminie Dynów w jej skład wchodzą dwie trasy:
- Trasa I: Dynów – Pawłokoma – Sielnica – Dylągowa – Dąbrówka Starzeńska – Dynów (24 km),
- Trasa II: Dynów – Łubno – Nozdrzec – przeprawa promowa – Dąbrówka Starzeńska – Dynów (22 km)[111].

Ten sam związek wytyczył również turystyczny szlak wodny "Błękitny San", na terenie gminy przechodzący przez miejscowości Dąbrówka Starzeńska i Bachórz.

## Kultura i sport

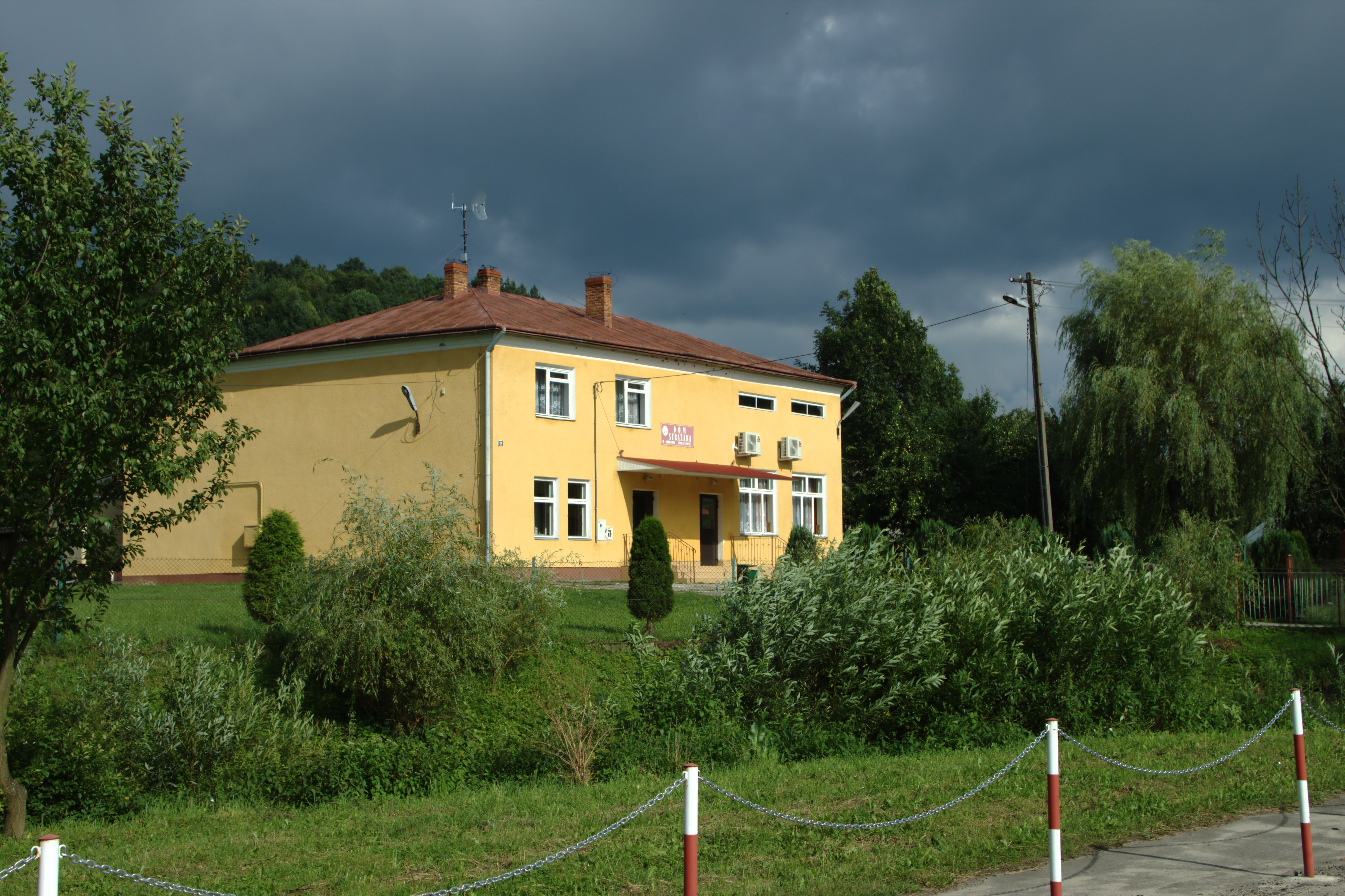
Dom Strażaka w Dąbrówce Starzeńskiej

W gminie nie istnieje osobny gminny ośrodek kultury. Jedyną instytucją kulturową, funkcjonującą na terenie gminy Dynów jest Gminna Biblioteka Publiczna w Dynowie z siedzibą w Bachórzu. Jako instytucja zorganizowana, biblioteka istnieje od 1994 roku. Posiada ogółem 9 oddziałów (placówka w Bachórzu oraz 8 filii), rozmieszczonych we wszystkich miejscowościach gminy (oprócz Pawłokomy). W 2018 roku, na stanie biblioteki znajdowało się 34 398 woluminów. Bibliotekę rocznie odwiedza około 1000 czytelników, z pozostałych oferowanych przez nią usług (zajęcia, warsztaty itp.) korzysta rocznie 6000 uczestników.
Przy GBP funkcjonują również organizacje społeczne:
- Kapela Ludowa "Bachórzanie",
- Zespół Śpiewaczy "Pogórzanki",
- Kapela Ludowa Młoda Harta,
- Orkiestra Dęta OSP Harta.

Na terenie gminy Dynów zarejestrowanych jest sześć Kół Gospodyń Wiejskich (w Dąbrówce Starzeńskiej, Dylągowej, Laskówce, Łubnie, Pawłokomie, Ulanicy), jak i również kilka organizacji, skupiających w sobie lokalną ludność:
- Stowarzyszenie Kobiet Wsi Bachórz,
- Towarzystwo Kultury i Rozwoju Wsi Harta,
- Stowarzyszenie "Dolina Łubienki",
- Towarzystwo Przyjaciół Dąbrówki Starzeńskiej,
- Stowarzyszenie "Zryw" z Dylągowej,
- Stowarzyszenie "Między Basztami" z Dąbrówki Starzeńskiej,
- Klub Honorowych Dawców Krwi "Nadzieja" PCK w Harcie[117].

Działalność organizacji społecznych skupia się głównie wokół gminnych placówek publicznych - filii biblioteki, Domów Ludowych (w Harcie, Łubnie, Pawłokomie, Ulanicy), świetlic (w Bachórzu, Łubnie) oraz Domów Strażaka (w Bachórzu, Dąbrówce Starzeńskiej, Dylągowej, Harcie, Laskówce, Łubnie i Wyrębach).
Do najważniejszych wydarzeń kulturalnych dla mieszkańców gminy należą coroczne dożynki (odbywające się do 2016 roku, obecnie w sąsiednim Dynowie), festyn na pożegnanie lata jak i również odbywające się od lat 60. XX wieku Dni Pogórza Dynowskiego w Dynowie.

### Kluby sportowe
Na terytorium gminy Dynów funkcjonuje kilka klubów piłki nożnej, spośród których dwa uczestniczą w oficjalnych rozgrywkach polskiej ligi piłkarskiej. Obydwa kluby rozgrywają mecze na własnych obiektach, położonych w Bachórzu oraz Harcie.
- Ludowy Klub Sportowy Pogórze Bachórz (założony w 1999; obecnie w klasie A, grupie Rzeszów II - Łańcut[e]; stadion na 500 miejsc)[122],
- Klub Sportowy HYDRO-MET Orzeł Harta (założony w 2005; obecnie w klasie B, grupie Rzeszów III - Łańcut[e]; stadion na 250 miejsc)[123].

Oprócz tego, działają inne kluby sportowe, biorące udział głównie w lokalnych rozgrywkach (jak Halowa Liga Dynowa w latach 2010-17 czy Puchar Wójta Gminy Dynów):
- Klub Sportowy Pawłokoma (założony w 2010)[126],
- Klub Sportowy ZaSanie Dąbrówka Starzeńska (założony w 2005)[127],
- Klub Sportowy Olimpia Dylągowa (założony w 2004)[128].

## Wspólnoty religijne

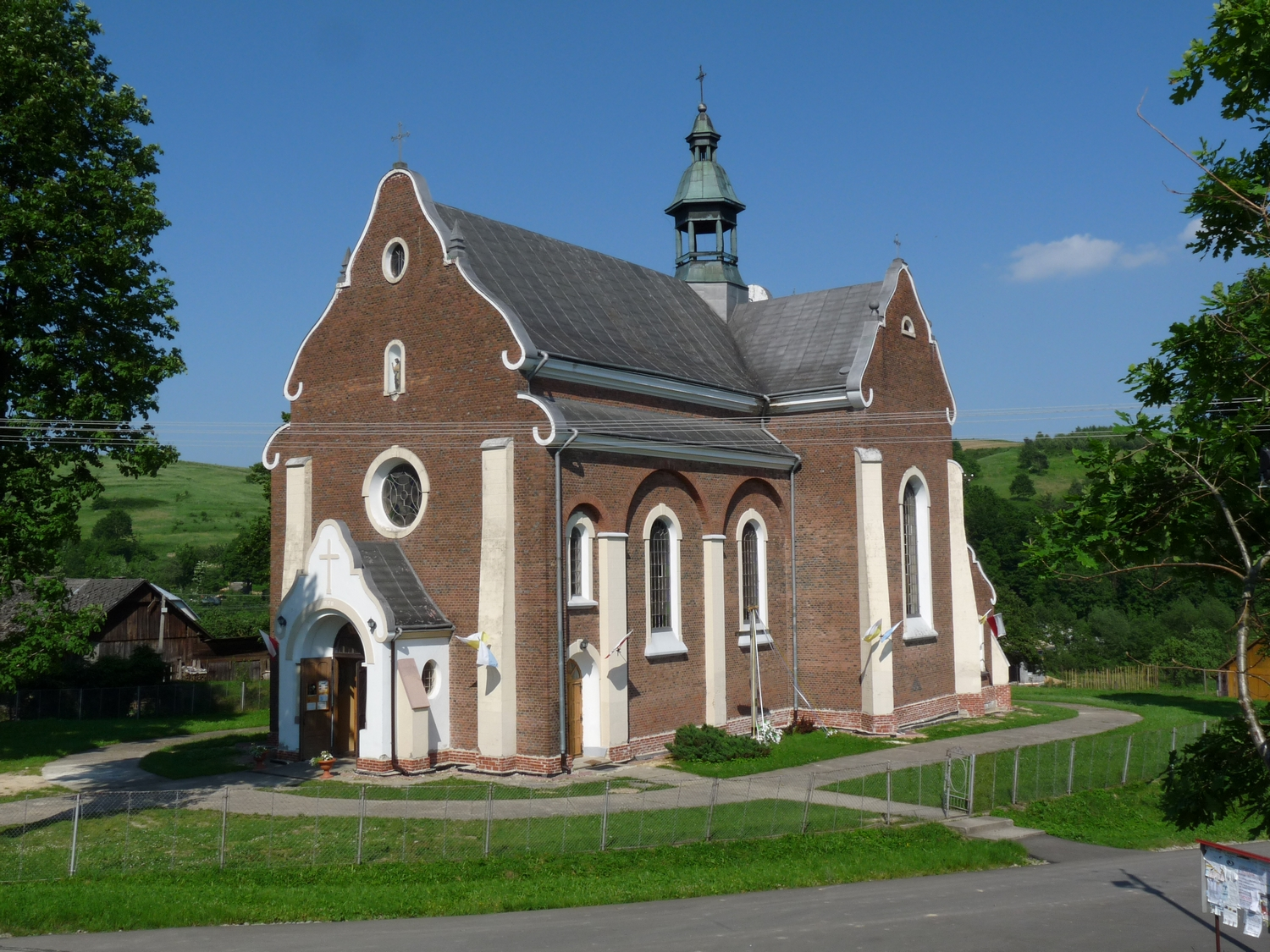
Kościół św. Jana Chrzciciela w Łubnie

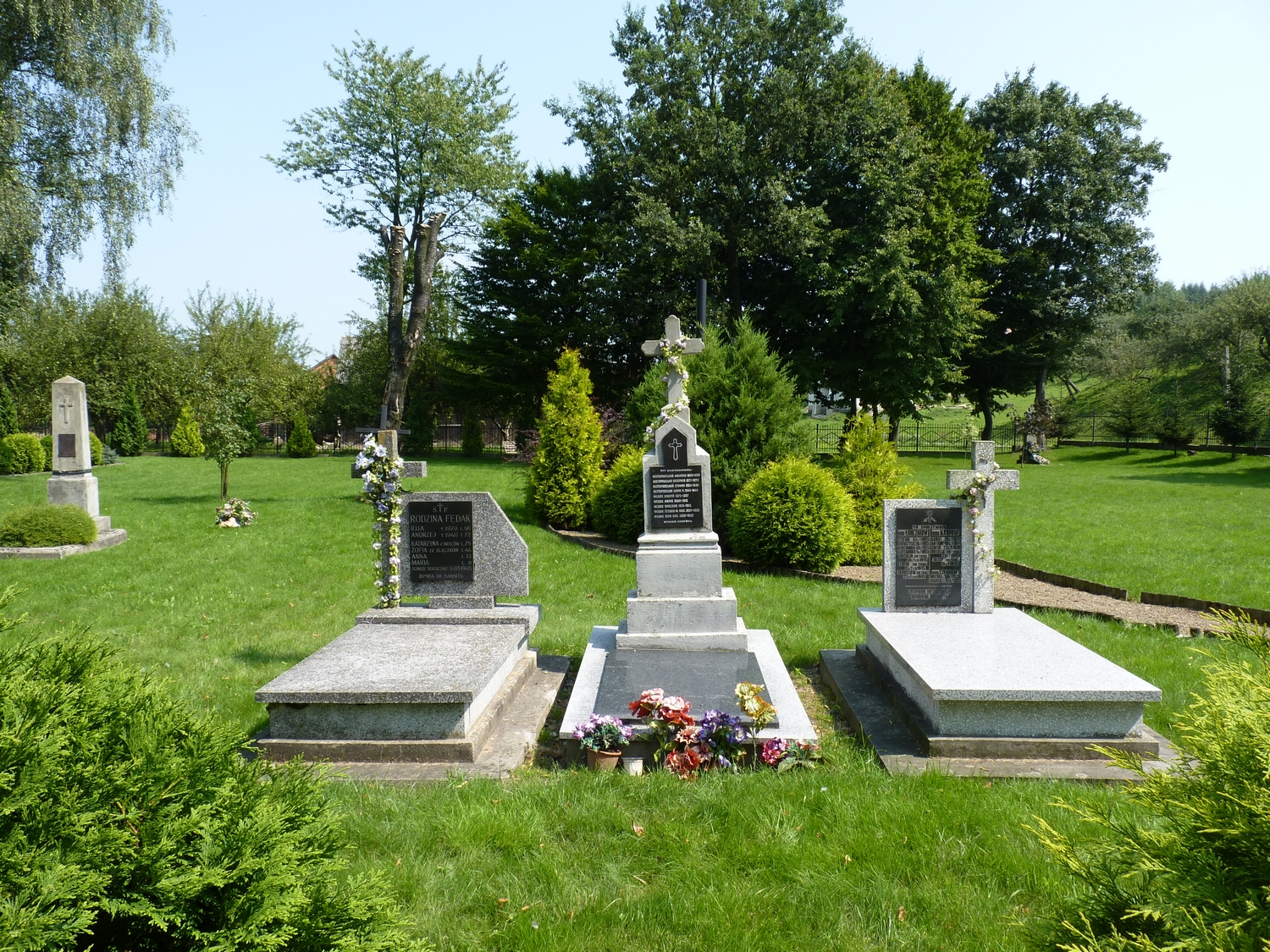
Greckokatolicki cmentarz przy nieistniejącej cerkwi w Pawłokomie

Na terenie gminy funkcjonuje 9 kościołów rzymskokatolickich, pod względem administracyjnym wchodzących w skład 6 parafii. Parafie te stanowią część dwóch dekanatów: dekanatu Dynów oraz dekanatu Dubiecko w archidiecezji przemyskiej.
| Dekanat  | Parafia                        | Kościół                                          |
| -------- | ------------------------------ | ------------------------------------------------ |
| Dynów    | Dylągowa, św. Zofii            | Dylągowa, św. Zofii                              |
| Dynów    | Dylągowa, św. Zofii            | Pawłokoma, św. Michała Archanioła                |
| Dynów    | Harta, św. Mikołaja            | Harta, św. Mikołaja                              |
| Dynów    | Harta, św. Mikołaja            | Harta, Matki Bożej Różańcowej                    |
| Dynów    | Łubno, św. Jana Chrzciciela    | Łubno, św. Jana Chrzciciela                      |
| Dynów    | Siedliska, NMP Królowej Polski | Dąbrówka Starzeńska, Matki Bożej Częstochowskiej |
| Dynów    | Ulanica, św. Józefa            | Ulanica, św. Józefa                              |
| Dubiecko | Bachórz, św. Wojciecha         | Bachórz, św. Wojciecha                           |
| Dubiecko | Bachórz, św. Wojciecha         | Laskówka, św. Maksymiliana Kolbego               |

W przeszłości na terenie gminy istniały również parafie greckokatolickie Bachórz, Dynów, Łubno oraz Pawłokoma, będące do 1924 roku częścią dekanatu birczańskiego, a w latach 1924-46 dekanatu dynowskiego. Do czasów obecnych nie zachowała się żadna cerkiew, ostatnia z nich – cerkiew Pokrowy Najświętszej Marii Panny w Pawłokomie została rozebrana w latach 60. XX wieku.

## Oświata

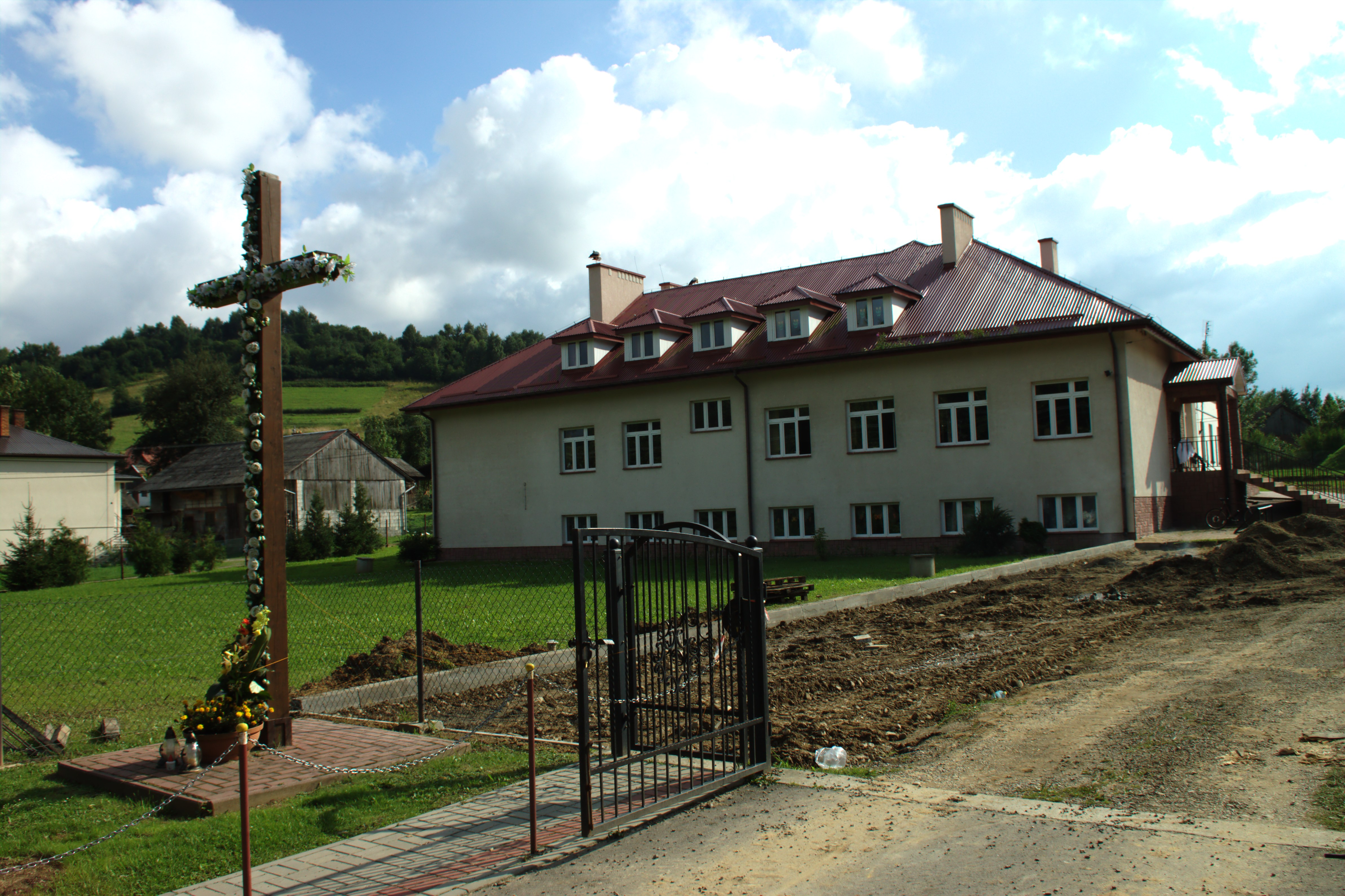
Szkoła Podstawowa w Dąbrówce Starzeńskiej

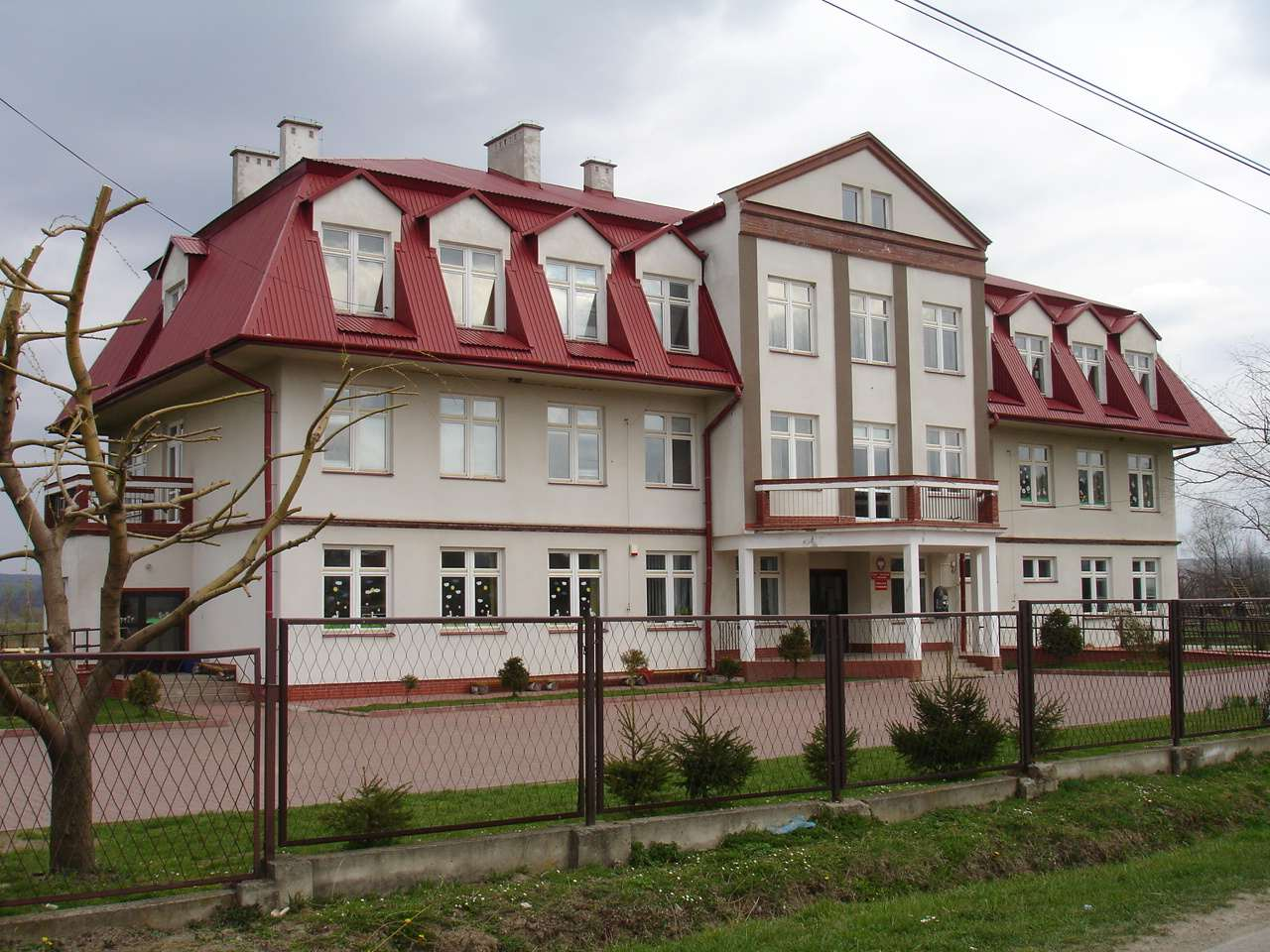
Szkoła Podstawowa i Gimnazjum w Pawłokomie

W 2018 r. na terenie gminy uczyło się 451 uczniów w 9 szkołach podstawowych oraz 118 osób w 5 gimnazjach. System edukacyjny uzupełnia 9 oddziałów przedszkolnych przy szkołach podstawowych, do których uczęszczało 130 dzieci. W gminie nie istnieją żadne szkoły ponadgimnazjalne; najbliższe placówki tego typu znajdują się m.in. w Dynowie, Błażowej oraz Dubiecku.
Szkoły podstawowe:
- Szkoła Podstawowa w Bachórzu
- Szkoła Podstawowa w Dąbrówce Starzeńskiej
- Szkoła Podstawowa w Dylągowej
- Szkoła Podstawowa nr 1 im. Bohaterów Walk Chłopskich w Harcie[134]
- Szkoła Podstawowa nr 2 im. ks. Bronisława Markiewicza w Harcie[135]
- Szkoła Podstawowa im. kpt. Gracjana Fróga w Laskówce[136]
- Szkoła Podstawowa w Łubnie
- Szkoła Podstawowa w Pawłokomie
- Szkoła Podstawowa w Ulanicy

Gimnazja:
- Gimnazjum w Bachórzu
- Gimnazjum w Dylągowej
- Gimnazjum w Harcie
- Gimnazjum w Łubnie
- Gimnazjum w Pawłokomie

## Opieka społeczna i zdrowotna
Opiekę zdrowotną zapewnia sieć ośrodków zdrowia w gminie. Pacjenci mają dostęp do lekarza ogólnego w ośrodkach w Bachórzu, Dylągowej, Harcie i Łubnie, do pielęgniarki środowiskowej w Bachórzu, Harcie i Łubnie oraz do lekarza stomatologa w Harcie. W Harcie również położony jest jedyny punkt apteczny w gminie.
Do lekarzy specjalistów mieszkańcy gminy mają dostęp w dynowskiej Przychodni Rejonowej oraz Centrum Medycznym "DYNMED". Nagłe wypadki obsługują szpitale w Rzeszowie oraz stacja pogotowia ratunkowego w Dynowie.
Gmina Dynów prowadzi w Dynowie od 1992 roku Gminny Ośrodek Pomocy Społecznej, którego głównymi zadaniami są wspieranie osób w rodzinach dotkniętych m.in. ubóstwem, bezdomnością, bezrobociem, niepełnosprawnością oraz zdarzeniami losowymi. W 2018 r. z usług ośrodka skorzystało łącznie 553 osoby. W tym, 18 osób z terenu gminy przebywało w Domu Pomocy Społecznej (Domu Pogodnej Starości im. św. Brata Alberta w Dynowie).

## Bezpieczeństwo

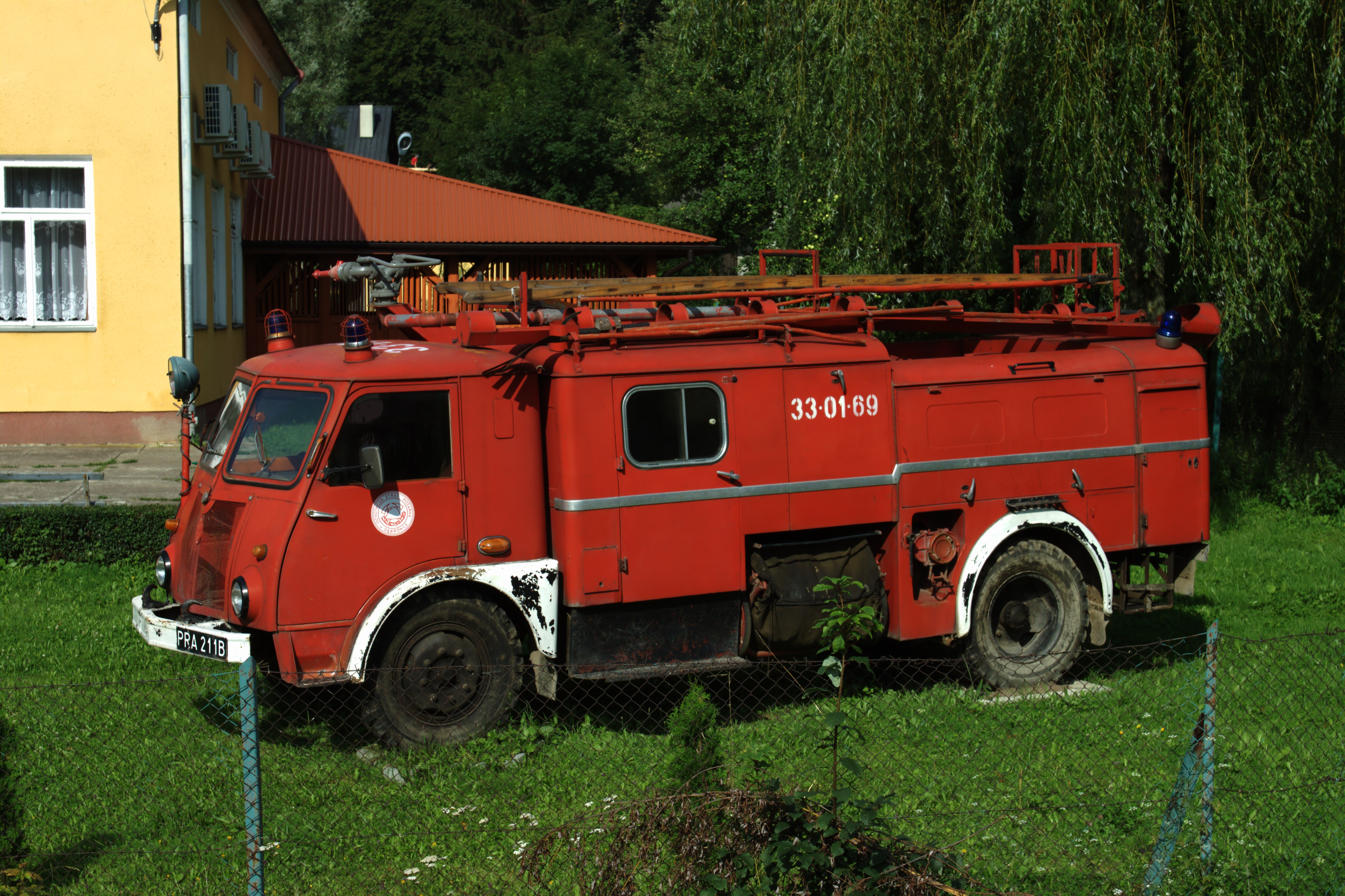
Zabytkowy wóz strażacki OSP w Dąbrówce Starzeńskiej

Obszar gminy Dynów podlega pod komisariat policji w Dynowie. Podzielony został na dwa rejony służbowe, do których przydzielonych zostało po jednym funkcjonariuszu dzielnicowym:
- rejon służbowy nr 6 obejmuje miejscowości Harta, Łubno, Ulanica i Wyręby,
- rejon służbowy nr 7 obejmuje miejscowości Bachórz, Dąbrówka Starzeńska, Dylągowa, Laskówka i Pawłokoma[141].

W Dynowie znajduje się jednostka Państwowej Straży Pożarnej, wykonująca działania ratowniczo-gaśnicze w okolicy, również na terenie gminy Dynów. Oprócz tej jednostki, w każdej z miejscowości gminy w XX wieku powstały jednostki Ochotniczej Straży Pożarnej.
| Jednostka               | Rok założenia |
| ----------------------- | ------------- |
| OSP Bachórz             | 1926          |
| OSP Dąbrówka Starzeńska | 1952          |
| OSP Dylągowa            | 1958          |
| OSP Harta               | 1912          |
| OSP Laskówka            | 1928          |
| OSP Łubno               | 1923          |
| OSP Pawłokoma           | 1961          |
| OSP Ulanica             | 1946          |
| OSP Wyręby              | 1954          |

## Polityka i administracja

### Samorząd gminny

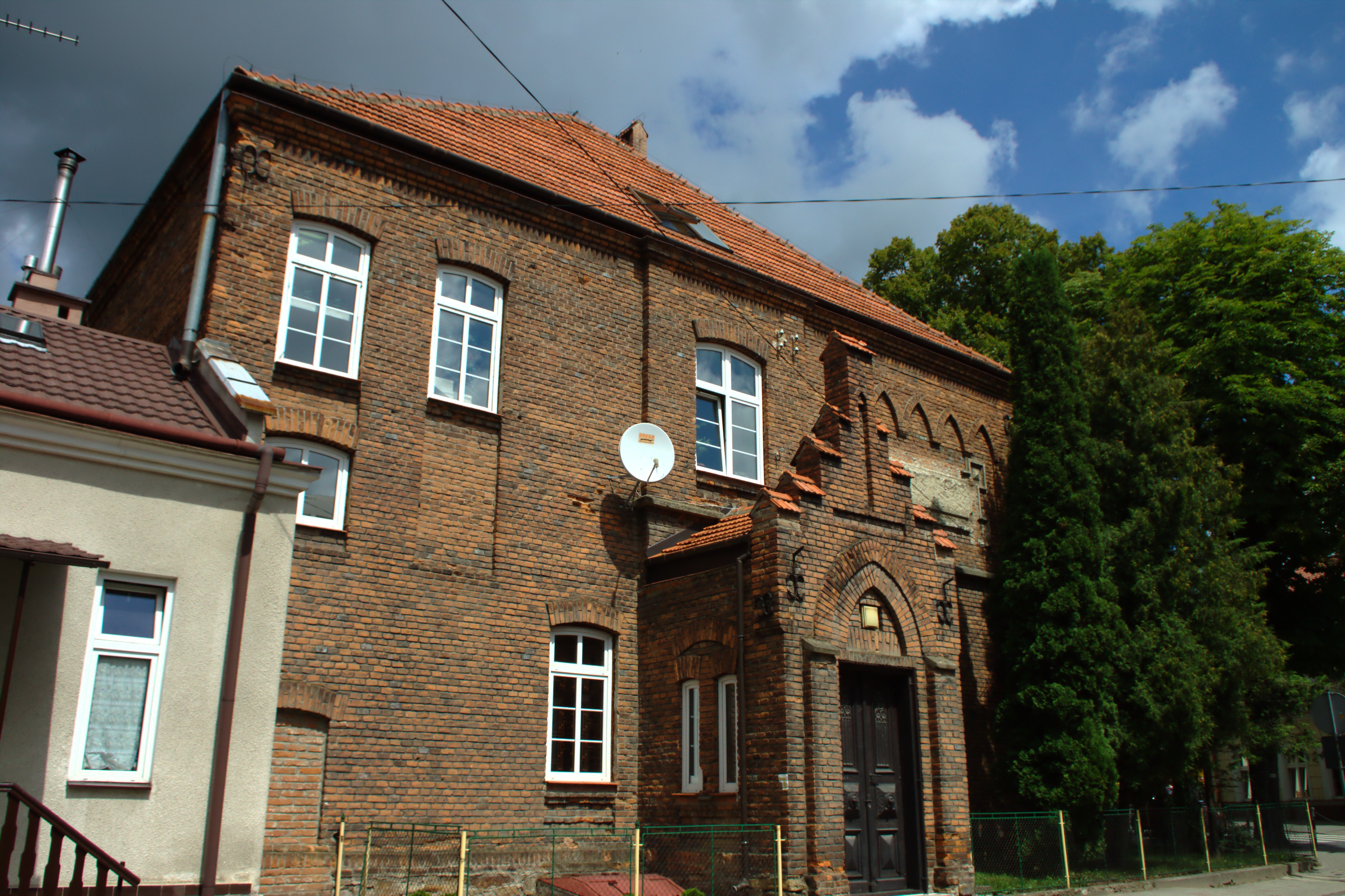
Budynek Urzędu Gminy w Dynowie

Organem uchwałodawczym w gminie Dynów jest rada gminy, w której skład wchodzi 15 radnych. Funkcję organu wykonawczego pełni wójt. Siedzibą rady gminy oraz wójta jest od maja 1999 roku zabytkowy, neogotycki budynek starej szkoły w Dynowie, pełniący od tego czasu rolę Urzędu Gminy.
W 2018 r. wykonane zostały dochody gminy na poziomie 29,4 mln zł oraz wydatki na poziomie 30,6 mln zł.
| Dział klasyfikacji budżetowej                                                          | Dochody [tys. zł] | Udział w dochodach [%] | Wydatki [tys. zł] | Udział w wydatkach [%] |
| -------------------------------------------------------------------------------------- | ----------------- | ---------------------- | ----------------- | ---------------------- |
| Rolnictwo i łowiectwo                                                                  | 325,7             | 1,11%                  | 299,8             | 0,98%                  |
| Leśnictwo                                                                              | 145               | 0,49%                  | 36,1              | 0,12%                  |
| Wytwarzanie i zaopatrywanie w energię el., gaz i wodę                                  | 13,9              | 0,05%                  | 32,9              | 0,11%                  |
| Transport i łączność                                                                   | 967,4             | 3,29%                  | 2551,1            | 8,33%                  |
| Turystyka                                                                              | 7,7               | 0,03%                  | 90,6              | 0,3%                   |
| Gospodarka mieszkaniowa                                                                | 17,8              | 0,06%                  | 573,3             | 1,87%                  |
| Działalność usługowa                                                                   | 1                 | 0,00%                  | 101,6             | 0,33%                  |
| Informatyka                                                                            | —                 | —                      | 30                | 0,1%                   |
| Administracja publiczna                                                                | 219,2             | 0,74%                  | 3173,4            | 10,36%                 |
| Urzędy naczelnych organów władzy państwowej, kontroli i ochrony prawa oraz sądownictwa | 96,5              | 0,33%                  | 96,5              | 0,32%                  |
| Bezpieczeństwo publiczne i ochrona przeciwpożarowa                                     | 11,4              | 0,04%                  | 447,1             | 1,46%                  |
| Dochody od osób prawnych i fizycznych, wydatki związane z poborem                      | 4668,3            | 15,86%                 | —                 | —                      |
| Obsługa długu publicznego                                                              | —                 | —                      | 214,8             | 0,7%                   |
| Różne rozliczenia                                                                      | 12 439,2          | 42,25%                 | —                 | —                      |
| Oświata i wychowanie                                                                   | 267,5             | 0,91%                  | 10 731,4          | 35,04%                 |
| Ochrona zdrowia                                                                        | 0,2               | 0,00%                  | 65,1              | 0,21%                  |
| Pomoc społeczna                                                                        | 604,3             | 2,05%                  | 1359,7            | 4,44%                  |
| Edukacyjna opieka wychowawcza                                                          | 188,3             | 0,64%                  | 198,1             | 0,65%                  |
| Rodzina                                                                                | 8978,9            | 30,5%                  | 9010,8            | 29,42%                 |
| Gospodarka komunalna i ochrona środowiska                                              | 485,7             | 1,65%                  | 1115,3            | 3,64%                  |
| Kultura i ochrona dziedzictwa narodowego                                               | 1,6               | 0,01%                  | 436,5             | 1,43%                  |
| Kultura fizyczna i sport                                                               | —                 | —                      | 65                | 0,21%                  |
| (Σ) Budżet razem                                                                       | 29 439,7          | 100,00%                | 30 629,3          | 100,00%                |

### Polityka
| Imię i nazwisko    | Pełniona funkcja               | Okres sprawowania funkcji |
| ------------------ | ------------------------------ | ------------------------- |
| Leonard Jurek      | Naczelnik Miasta i Gminy Dynów | 1973–1975                 |
| Krystyna Grądalska | Naczelnik Miasta i Gminy Dynów | 1975–1978                 |
| Mieczysław Zawada  | Naczelnik Miasta i Gminy Dynów | 1978-1986                 |
| Józef Kędzierski   | Naczelnik Miasta i Gminy Dynów | 1986–1989                 |
| Marian Duch        | Naczelnik Miasta i Gminy Dynów | 1989                      |
| Marian Duch        | Burmistrz Miasta i Gminy Dynów | 1990–1992                 |
| Stanisław Woźny    | Wójt Gminy Dynów               | 1992–1998                 |
| Adam Chrobak       | Wójt Gminy Dynów               | 1998-2014                 |
| Krystyna Sówka     | Wójt Gminy Dynów               | 2014–2018                 |
| Wojciech Piech     | Wójt Gminy Dynów               | od 2018                   |

| Komitet wyborczy               | Liczba radnych |
| ------------------------------ | -------------- |
| KW Prawo i Sprawiedliwość      | 10/15          |
| KWW Rozwój Pogórza Dynowskiego | 3/15           |
| KWW Nasza Gmina Dynów          | 2/15           |

| Miejscowość         | Liczba radnych |
| ------------------- | -------------- |
| Bachórz             | 2              |
| Dąbrówka Starzeńska | 1              |
| Dylągowa            | 1              |
| Harta               | 4              |
| Laskówka            | 1              |
| Łubno               | 3              |
| Pawłokoma           | 1              |
| Ulanica             | 1              |
| Wyręby              | 1              |
| Razem (Σ)           | 15             |

Gmina Dynów jest częścią następujących okręgów w pozostałych rodzajach wyborów:
- okręgu nr 8 w wyborach do Rady Powiatu Rzeszowskiego (wspólnie z miastem Dynów i gminą Hyżne) – razem 4 mandaty[163],
- okręgu nr 1 w wyborach do Sejmiku Województwa Podkarpackiego,
- okręgu nr 23 w wyborach do Sejmu Rzeczypospolitej Polskiej,
- okręgu nr 56 w wyborach do Senatu Rzeczypospolitej Polskiej,
- okręgu nr 9 w wyborach do Parlamentu Europejskiego.

### Współpraca międzygminna
Gmina Dynów jest zrzeszona w czterech terytorialnych organizacjach samorządowych:
- Związek Gmin Turystycznych Pogórza Dynowskiego, zrzeszający miasto Dynów oraz gminy Dynów, Dubiecko, Dydnia, Krzywcza i Nozdrzec. Jego celem jest ochrona wód i zlewni środkowego Sanu poprzez realizację programu "Błękitny San" oraz rozwój turystyki.
- Lokalna Grupa Działania Pogórza Przemysko-Dynowskiego, zrzeszający gminy Dynów, Dubiecko, Krzywcza, Markowa, Jawornik Polski oraz Rokietnica. Jej celem jest poprawa jakości życia mieszkańców i przyspieszenie rozwoju gospodarczego gmin członkowskich.
- Podkarpackie Stowarzyszenie Samorządów Terytorialnych - organizacja jednostek samorządowych w województwie podkarpackim, której celem jest upowszechnianie idei samorządności, integracja oraz społeczny, gospodarczy i kulturalny rozwój członków[165]. Zrzesza w sobie większość powiatów oraz gmin województwa.
- Stowarzyszenie Regio Resovia, zrzeszające gminy powiatu rzeszowskiego w celu upowszechniania ich dokonań. Działa przy starostwie rzeszowskim[166].